# Mexikanischer Film
Der mexikanische Film nahm seinen Anfang mit den ersten bewegten Bildern mit dem Kinetoskop im Januar 1895 und dann mit dem Cinématographe im August 1896. In der Folge entwickelte sich eine eigene mexikanische Stummfilmproduktion, die jedoch nicht gut dokumentiert ist und deren meiste Filme die Zeit nicht überdauert haben. Mexiko vollzog den Wandel zum Tonfilm mit, und die Filmindustrie wuchs und nahm an Bedeutung zu. Zu dieser Zeit gab es auch erste international bekannte Stars aus Mexiko wie die Schauspielerin Dolores del Río, die auch in den Vereinigten Staaten von Amerika drehte. Nach dem Ende des Zweiten Weltkriegs bis hin zum Anfang der 1950er-Jahre erlebte der mexikanische Film sein „Goldenes Zeitalter“. Unter anderem drehte in dieser Zeit Luis Buñuel Filme wie Die Vergessenen (Los Olvidados), die international erfolgreich waren, sowohl beim Publikum als auch auf Festivals. Ähnliche Erfolge gelangen auch anderen Regisseuren und auch Schauspielern. Mit dem Ende dieser Ära begann ein langer Zeitraum, in dem eher billige Produktionen mit thematischem Fokus auf Action, Gewalt und Erotik dominierten und internationale Erfolge ausblieben. Mit dem Ende der 1980er- und dem Beginn der 1990er-Jahre kam ein neuer mexikanischer Film auf, der mit qualitativ hochwertigen Filmen wie etwa Bittersüße Schokolade (Como agua para chocolate) aus dem Jahr 1992, der in den USA einer der erfolgreichsten ausländischen Filme des Jahres war, an frühere Erfolge anknüpfen konnte. Der Trend zu hochwertigen mexikanischen Filmen, die international Interesse auf sich ziehen konnten, setzte sich fort. Nach der Jahrtausendwende konnten etwa Amores Perros und Y Tu Mamá También – Lust for Life (Y Tu Mamá También), internationale Preise und ebenso fremdsprachiges Publikum für sich gewinnen. Zudem etablierten sich auch mexikanische Filmschaffende international. So konnten etwa Guillermo del Toro, Alfonso Cuarón und Alejandro González Iñárritu in Hollywood als Regisseure Fuß fassen.
Bereits 1902 gab es rund 300 Kinos in Mexiko. Lange Zeit bestanden überwiegend kleine Spielstätten, erst in den 1990er-Jahren änderte sich die Kinolandschaft in Mexiko grundlegend und es traten vermehrt große Ketten mit Multiplex-Kino auf den Markt, womit aber auch die Kinokarten teurer wurden und sich die Zusammensetzung des Publikums veränderte. Im Jahr 2001 gab es in ganz Mexiko rund 2000 Leinwände. 45 % von ihnen gehörten dem Unternehmen Ramírez Cinemas, 25 % entfielen auf den zweiten großen Marktteilnehmer Cinemex.
In Mexiko gibt es jährlich einige Filmfestivals, von denen jedoch keines bei der Fédération Internationale des Associations de Producteurs de Films akkreditiert ist. Das wichtigste Filmfestival Mexikos ist das einwöchige Festival Internacional de Cine en Guadalajara mit einer internationalen Jury, das seit 1986 in der Stadt Guadalajara im März stattfindet. Das Festival Internacional de Cine Contemporáneo in Mexiko-Stadt wird von Cinemex seit 2004 durchgeführt und ist eines der wichtigsten Filmfestivals in Lateinamerika und hat eine internationale Jury. Der Sicherung und Dokumentation des Films in Mexiko haben sich verschiedene Institutionen wie die Cineteca Nacional, die als Filmarchiv versucht, die Filme zu erhalten und für die Zukunft zu bewahren, und die Filmoteca de la UNAM in Mexiko-Stadt verschrieben. Die Academia Mexicana de Artes y Ciencias Cinematográficas vergibt den mexikanischen Filmpreis Premio Ariel, dessen Verleihung jedoch zwischen 1958 und 1971 ausgesetzt worden war.

## Historische Entwicklung

### Stummfilmära (1896–1931)

#### Erste Filmvorführungen in Mexiko
Mexiko war in den 1890er-Jahren während der Diktatur von Porfirio Díaz ein wirtschaftlich prosperierendes Land, das den Anschluss an Nordamerika und Europa hielt, und politisch stabil war. Nachdem in Europa und den Vereinigten Staaten die Vorführung bewegter Bilder zunehmend an Popularität gewonnen hatte, dauerte es nicht lange, bis diese Technik nach Mexiko gelangte und die dortige Bevölkerung sie begeistert aufnahm. Im Januar 1895 erreichte das Kinetoskop, das William Kennedy Laurie Dickson, Chef-Ingenieur bei Thomas Alva Edison, entwickelt hatte, Mexiko und ermöglichte damit erstmals die Vorführung bewegter Bilder in diesem Land. In einer Pressevorführung wurde das Kinetoskop der Öffentlichkeit vorgestellt. Es konnte sich aber aufgrund von immer wieder auftretenden Betriebsstörungen und der Tatsache, dass der Zuschauer durch eine Schauspalte blicken musste, nicht durchsetzen. Im August 1896 führte der französische Geschäftsmann Gabriel Veyre gemeinsam mit Claude Ferdinand Bon Bernard den Cinématographe der Brüder Lumière in Mexiko ein. Als erstes führten sie dem Präsidenten und dessen Familie die bewegten Bilder vor. In der Folge zeigten sie einem begeisterten Publikum kleine Filme, die zuvor in Paris zu sehen waren und wie bereits die Filme des Kinetoskops witzige und alltägliche Begebenheiten erzählten. Im Dezember 1896 nahm die Zahl der gezeigten Filme zu, so dass die Programme der Vorführungen variantenreicher wurden. Gabriel Veyre drehte auch erste kurze Filme in Mexiko. So etwa General Díaz spaziert durch den Chapultepec Park, der erstmals das mexikanische Staatsoberhaupt im Film zeigte.

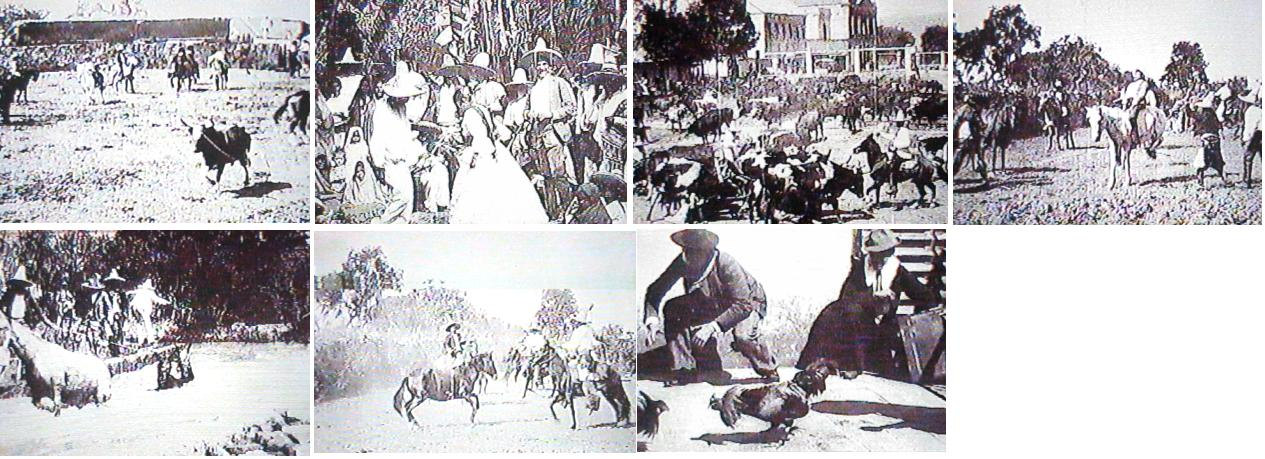
Standbilder aus verschiedenen von Gabriel Veyre 1896 in Atequiza gedrehten kurzen Filmen.

Neben den beiden am weitesten verbreiteten Geräten wurden noch einige andere in Mexiko-Stadt eingesetzt, auch wenn sie nicht zu so großer Popularität kamen. Dazu zählten etwa das Praxinoskop, das Cicloscosmorama und das Aristografo. Letzteres war eine Erfindung des Mexikaners Luis Adrián Lavie und ermöglichte mit einer speziellen Brille eine erste dreidimensionale Filmvorführung.

#### Erste mexikanische Filme und zunehmende Zahl an Kinos

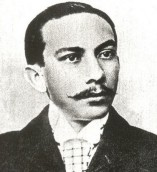
Salvador Toscano Barragán war einer der Pioniere des mexikanischen Films. Aufnahme um 1921.

Der eigentliche mexikanische Film geht auf Salvador Toscano Barragán zurück, der 1897 als erster Mexikaner ein Kino eröffnete und selbst kleine Filme vom Alltagsleben anfertigte. Im Jahr 1898 drehte er den ersten fiktionalen Film Mexikos namens Don Juan Tenorio. Dies war ein One-Reeler, in dem der populäre Schauspieler Paco Gavilanes auftrat. Toscano erwarb in Folge immer wieder technisch bessere Projektoren und neue Filme aus Frankreich und trug damit dazu bei, dass sich neue Entwicklungen auch in Mexiko niederschlugen. Bis zur Jahrhundertwende hatte sich das Kino in Mexiko etabliert, wenn es auch noch nicht die Popularität des Theaters besaß, und das Publikum bekam meist Programme von kurzen humorvollen Filmen und Reportagestücken aus fernen Ländern zu sehen. 1900 wurde in Mexiko zudem mit dem französischen Import Die Passion Christi der erste Langfilm gezeigt, der drei Rollen umfasste.
In der Folgezeit nahm die Zahl von Kinos weiter zu. 1902 gab es bereits rund 300 Kinos in Mexiko. Sogar der größte Zigarettenfabrikant des Landes, El buen Tono, eröffnete seinen eigenen Kinosaal im Firmengebäude und ließ, anstatt Eintritt zu verlangen, Menschen ein, die eine gewisse Zahl von Zigarettenpackungen vorweisen konnten. Ein weiterer größerer Kinobetreiber war Enrique Rosas, der ab 1905 Toscano schnell den Rang beim Publikum ablief. Erst führte er Filme wie Un drama en los aires und Un carbonero en el baño vor, dann selbst gedrehte und als mexikanisch beworbene Filme. Er zeigte zudem Aufnahmen der Stierkämpfe vom letzten Wochenende und von Begebenheiten in Mexiko-Stadt, die beide große Popularität beim Publikum genossen, weil sie Teile ihres alltäglichen Lebens auf die Leinwand brachten. Zwischen den beiden Kinobesitzern entwickelte sich ein Konkurrenzkampf, der sich auch auf die Zahl der gezeigten Filme auswirkte. 1905 wurden in der mexikanischen Hauptstadt über 200 Kurzfilme gezeigt, darunter bedeutende Werke wie Die Reise zum Mond von Georges Méliès. Zudem zeigte Salvador Toscano sein fiktionales Erstlingswerk, sowie weitere Eigenproduktionen, bei denen er auch Regie führte. Die Eröffnung neuer Kinos in Mexiko-Stadt im Jahr 1906 belebte den Konkurrenzkampf weiter, der die Einführung von immer aktuelleren Projektoren befeuerte. Zu Beginn des Jahres gab es drei Kinos in Mexiko-Stadt, Ende 1906 waren es bereits 16.
Aber nicht nur in der Hauptstadt begann das Kino immer mehr Publikum zu erreichen, sondern auch in den anderen Provinzen und auf dem Land wurden Filme vorgeführt. So erwarb etwa Jorge Stahl aus Guadalajara 1904 auf der Louisiana Purchase Exposition in St. Louis ein Kinetoskop, das Filme auf Leinwände projizieren konnte und mit dem er dann durch das Land reiste und in gemieteten Theatern Filme vorführte.

#### Wachsende Popularität
Die zunehmende Popularität des Films vor allem in Mexiko-Stadt wird auf die steigende Bevölkerungszahl mit einer Vielzahl von Zugezogenen aus ländlichen Regionen, die aufgrund der zunehmenden Industrialisierung und infrastrukturellen Entwicklung in die Stadt kamen, zurückgeführt. So waren ein Großteil der Kinobesucher Angehörige des Proletariats. Die Regierung nahm den Einfluss des Kinos auf diese Schicht kaum wahr und maß ihm keine Bedeutung zu. Durch das Land zogen Hunderte Filmvorführer, die ihre Projektoren von Firmen geliehen hatten, und brachten so die neue Technik auch in kleinere Dörfer. Die wichtigen amerikanischen und französischen Produzenten begannen zudem, ihre Filme an eine immer größere Menge von Vorführern zu verkaufen. So eröffnete etwa Pathé Frères ein eigenes Büro in Mexiko-Stadt, um so den Vertrieb direkter zu organisieren und durchzuführen. Trotz der eigenen Vertretungen in Mexiko verkauften die meisten Filmfirmen in Frankreich und den Vereinigten Staaten auch Filme an Jorge A. Alcande, der sie dann selbst in Mexiko weitervertrieb. Allein das Büro von Pathé in Mexiko trat in direkte Konkurrenz mit Alcande und reduzierte in der Folge seine Preise. Den Preiskampf entschied der Mexikaner zwar für sich, die französische Mutterfirma beschloss aber, den mexikanischen Vertrieb ihrer Filme nur noch über ihre eigene Tochtergesellschaft zu führen.
Mit Blick auf das im Jahr 1910 kommende hundertjährige Jubiläum des Beginns des Mexikanischen Unabhängigkeitskrieges, produzierte Felipe de Jesús Haro den Film El grito de Dolores (Der Schrei der Dolores), in dem Haro selbst den Revolutionär Miguel Hidalgo spielte. Es war der erste mexikanische Film nach einem eigens dafür geschriebenen Drehbuch. Der Film wurde in verschiedenen Filmkritiken vor allem aufgrund seiner Anachronismen kritisiert, wobei vor allem der Auftritt von Gendarmen mit modernen Colts hervorgehoben wurde, die die revolutionäre Masse zur Ordnung brachten. Dies wurde als Zugeständnis an das Regime von Porfirio Díaz interpretiert, wobei sich nicht mehr nachvollziehen lässt, ob dies als Anbiederung an oder auf Druck der Regierung hin geschah. Dennoch blieben zu der Zeit französische Filme noch dominant, während sich in den Theatern bereits mit Virginia Fábregas eine große und populäre mexikanische Schauspielerin und um Leopoldo Beristain und Roberto Soto ein eigener mexikanischer Humor, der in kurzen Sketchen seinen Ausdruck fand, etablierten. Diese Entwicklungen fanden mit Verzögerung dann auch Einzug auf die große Leinwand.
1909 kamen bei einem Brand im Flores Cinema in Acapulco 200 Menschen ums Leben. In den folgenden Tagen blieb in den Kinos in Mexiko-Stadt ein Großteil der Besucher aus. Vor der Mexikanischen Revolution hatten viele der mexikanischen Filme, vor allem die dokumentarischen, einen propagandistischen Hintergrund und stellten Auftritte und Ereignisse rund um Díaz dar. Das hundertjährige Jubiläum der mexikanischen Erklärung der Unabhängigkeit von Spanien wurde mit Paraden, Bällen, Empfängen und weiteren Veranstaltungen begangen. Unter anderen gehörten Enrique Rosas und Salvador Toscano zu den mexikanischen Filmemachern, die diese Ereignisse auf Zelluloid bannten. Dabei bildeten sie ein Idealbild ab, das den tatsächlichen sozialen Umständen, die zur Revolution führen sollten, nicht entsprach. Anlässlich des Jubiläums wurde 1910 zudem der zweite längere mexikanische Film vorgeführt. El suplicio de Cuauhtémoc (Die Folter des Cuauhtémoc) wurde von der nur kurze Zeit existierenden mexikanischen Filmfirma Unión Cinematográfica produziert. Über ihn ist nicht viel mehr bekannt, als dass er das neu erwachte Interesse an der präkolumbianischen Kultur Mexikos aufgriff.

#### Film der Revolutionszeit
Die Dominanz der französischen Filme und auch der internationalen Schauspieler, die durch Mexiko tourten, wurde erst durch den Bürgerkrieg gebrochen. In den ersten Monaten des Krieges spielte der Film keine größere Rolle, aber im Jahr 1912 begannen Filmemacher vermehrt, die Ereignisse festzuhalten und in Kinos zu präsentieren. Aus diesem Jahr sind die ersten Aufnahmen im Sinne einer Wochenschau bekannt. Diese Aufnahmen wurden auch von amerikanischen Filmemachern angefertigt, die den Ereignissen in ihrem Nachbarland folgten. So wurde Pancho Villa zu einem Star des Krieges, der mit der Mutual Film Corporation sogar einen Vertrag über 25.000 US-Dollar abgeschlossen hatte. Dafür ließ er Filmaufnahmen während seiner Kriegsaktionen zu. Gleichzeitig erfreuten sich auch europäische Wochenschauen beim Publikum großer Beliebtheit.
Daneben wurden aber auch viele Filme wie Les Misérables oder Die Göttliche Komödie gezeigt, die das Publikum unterhalten sollten und so von den Geschehnissen ablenkten. Es gab jedoch auch Filme, die Revolution und Bürgerkrieg zum Thema hatten. So zeigte das Kino Salón Rojo in Mexiko-Stadt den Film La revolución en Chihuahua (Die Revolution in Chihuahua), der den Kampf der Truppen der Regierung Francisco Maderos gegen die Aufständischen unter Führung Pascual Orozcos im Norden des Landes zeigte. Im ebenfalls in der Hauptstadt liegenden Teatro Hidalgo lief La revolución en Veracruz, in dem das Leid des Krieges thematisiert wurde.
Der Kampf von Emiliano Zapata, Venustiano Carranza und Pancho Villa gegen Victoriano Huerta, der sich im Februar 1913 an die Macht geputscht hatte, wurde ebenso filmisch begleitet. So entstand unter dem Titel Sangre hermana (Blut der Brüder) eine 3000 Filmmeter lange Dokumentation, welche die Anhänger Zapatas im Bundesstaat Morelos begleitete. Dieser den Revolutionären zugewandte Film hatte am 14. Februar 1914 Premiere und fand beim Publikum positive Aufnahme. Nach dem Ausbruch des Ersten Weltkriegs in Europa zeigten die Kinos in Mexiko-Stadt neben dem mexikanischen Kriegsgeschehen auch Bilder von den europäischen Schlachtfeldern, dennoch blieb der mexikanische Bürgerkrieg das dominante Thema. Die gezeigten Filme brachten vor allem die Revolutionäre dem Publikum nahe und erzeugten für sie Empathie. Trotz des Krieges stießen ausländische Unterhaltungsfilme weiterhin auf großes Interesse. Der italienische Film Cabiria fand 1916 ein begeistertes mexikanisches Publikum, im selben Jahr war auch Charles Chaplin erstmals in Mexiko zu sehen.

#### „Goldenes Zeitalter“ des mexikanischen Stummfilms
Noch während des mexikanischen Bürgerkriegs vollzog die mexikanische Filmindustrie eine wichtige Entwicklung. Am 15. September 1916 feierte mit 1810 o los libertadores de México (1810 oder die Befreier Mexikos), der in Yucatán gedreht worden war, der erste mexikanische Langfilm mit einer Spielzeit von über einer Stunde Premiere. Der Schauspieler und der Gründer der Produktionsfirma México-Lux, Manuel de la Bandera, unternahm im selben Jahr den Versuch, eine Schauspielschule zu gründen, der jedoch scheiterte. Nur ein Jahr später beschloss Präsident Venustiano Carranza die Einrichtung einer Filmschule unter dem Dach der Nationalen Schule für Theater, deren Leitung er Bandera übertrug.
Eine weitere Produktionsfirma dieser Zeit war Azteca Films, die von der Schauspielerin Mimí Derba mitgegründet wurde und 1917 den Film En defensa propia (In Selbstverteidigung) veröffentlichte. Der erste Film mit einer Länge von über einer Stunde war der von México-Lux produzierte La luz, tríptico de la vida moderna (Das Licht, Triptychon des modernen Lebens). Der Film war ein Remake des italienischen Films Il Fuoco, in dem Pina Menichelli spielte, wobei die Handlung an mexikanische Orte verlegt wurde. Er war der erste mexikanische Film, der filmische Stilmittel wie Nahaufnahmen und Kamerafahrten nutzte. In der Folge wurden einige weitere italienische Filme adaptiert. Insgesamt wird die Zeit zwischen 1915 und 1923 oftmals als „Goldenes Zeitalter des mexikanischen Stummfilms“ bezeichnet. Zwar war die Zahl der gedrehten Filme nicht einmal annähernd so hoch wie etwa in Frankreich oder den Vereinigten Staaten, aber die mexikanische Produktion war die größte in Lateinamerika. Es wurden neue Produktionsfirmen gegründet, die sich aber in der Hauptstadt und in den sie umgebenden Regionen konzentrierten. Die Lage der Studios in der Stadt limitierte aber auch deren Größe. 1919 entstand die Firma Roses, Alva, y Cá, die im selben Jahr mit La banda del automóvil gris (Die Bande des grauen Automobils) den am meisten herausragenden Film dieser Ära veröffentlichte.

#### Niedergang des mexikanischen Stummfilms

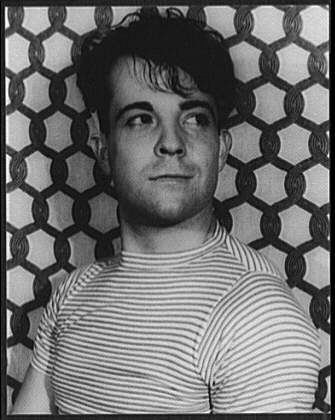
Der mexikanische Schauspieler Ramón Novarro spielte unter anderem in der Ben Hur-Verfilmung des Jahres 1925 mit und gilt als erster lateinamerikanischer Star in Hollywood.

Zu Beginn der 1920er-Jahre nahm die Zahl der produzierten Filme trotz des Baus größerer Studiogelände ab. Zu dieser Zeit stieß der mexikanische Film auf kein ausländisches Interesse. Er war ausschließlich auf den inländischen Markt fokussiert. Zudem verpasste der mexikanische Film die Entwicklung einer eigenen Identität und beschränkte sich weitestgehend auf das Adaptieren europäischer Filme und ahmte mit Schauspielerinnen wie Mimí Derba und Emma Padilla sogar die italienischen Diven nach. Unter dem Bildungsminister José Vasconcelos, der die verschiedenen Kunstformen zur Festigung der Ideale der Revolution förderte, wurde die Unterstützung des Films zurückgenommen, weil er im Bereich des Films keine Regisseure oder andere Filmschaffende sah, die ähnlich Qualitäten hätten vorweisen können wie Diego Rivera, David Alfaro Siqueiros und José Clemente Orozco in der Bildenden Kunst. Zudem setzte die Konkurrenz aus Hollywood, wo in den 1920er-Jahren jährlich zwischen 500 und 700 Filme produziert wurden, der mexikanischen Filmindustrie zusätzlich zu. Die amerikanischen Firmen wie First National Pictures, Paramount Pictures, Fox und Universal unterhielten in Mexiko-Stadt eigene Büros, über die der Vertrieb in Mexiko organisiert wurde. 1928 waren 90 Prozent der in Mexiko gezeigten Filme amerikanische Produktionen.
Während die mexikanischen Filme nicht konkurrenzfähig waren, schafften es einige Schauspieler wie etwa Ramón Novarro und Dolores del Río, sich in den Vereinigten Staaten zu etablieren und internationale Anerkennung zu finden. Dolores del Río drehte bis 1943 keinen mexikanischen Film. Andere Schauspieler wagten den Schritt nach Hollywood, weil die heimische Filmindustrie, obwohl sie verglichen mit anderen lateinamerikanischen Filmindustrien attraktiv war, ihnen keine attraktiven Rollen und Filme anbieten konnte. Die bedeutendsten mexikanischen Filme dieser Zeit drehte Miguel Contreras Torres, der vor seiner Regiekarriere in der Revolution gekämpft hatte. Ende der 1920er-Jahre traten immer mehr Schauspieler in Torres’ Filmen auf, die am Aufstieg des mexikanischen Films bis hin zum „Goldenen Zeitalter“ ihren Anteil hatten. Der Stummfilm in Mexiko klang langsam aus. In den 1930ern trat der Tonfilm an seine Stelle.

### Der Beginn des Tonfilms in Mexiko (1931–1934)

#### Erste Versuche zum Tonfilm und Hollywoods Tonfilme in Mexiko
Die erste öffentliche Vorführung von Film und Ton fand in Mexiko im Juni 1912 durch einen Assistenten Léon Gaumonts im Theatro Colón statt. Der französische Filmpionier wollte sein Chronophon, das den Film mit einem Grammophon synchronisieren sollte, erst in Mexiko testen, bevor er es in Paris einsetzte. Der Versuch scheiterte jedoch, da Ton und Bild nicht synchron waren. Das Gerät verblieb in dem Kino und wurde 1927 noch einmal für einen erfolglosen Versuch genutzt.
Der Tonfilm hielt dann Ende der 1920er-Jahre in Form amerikanischer und europäischer Filme in Mexiko Einzug. Der erste in Mexiko gezeigte Tonfilm war The Jazz Singer und hatte am 6. Juli 1929 Premiere. Der Tonfilm wurde von den Nationalisten in Mexiko, aber auch in anderen lateinamerikanischen Staaten, skeptisch aufgenommen und als mächtiges Werkzeug der Vereinigten Staaten zum friedlichen Eindringen in das Land betrachtet. Sie befürchteten dabei vor allem, dass sich die englische Sprache auf diese Weise gegenüber dem Spanisch profilieren könnte. Es gab sogar eine von der Zeitung El Universal initiierte und von anderen Zeitungen und Zeitschriften aufgegriffene Kampagne, in der gefordert wurde, die Regierung solle amerikanische Filme generell verbieten. Die einzige Zeitschrift, die diese Position kritisierte, war die monatlich erscheinende Continental, wobei dafür auch finanzielle Gründe ausschlaggebend gewesen sein können, da amerikanische Filmvertriebe regelmäßig Anzeigen in dieser Zeitschrift schalteten.
Der Tonfilm veranlasste viele aus Europa stammende Schauspieler, Hollywood zu verlassen, da ihr Englisch nicht ausreichend für die Filmproduktion war. Dem entgegen gelang mit Dolores del Río und Lupe Vélez zwei mexikanischen Stars in Hollywood der Umstieg auf den Tonfilm ohne größere Probleme. Dabei wurden sie in englischen Filmen und nicht in den zahlreichen spanischen Hollywood-Produktionen für den lateinamerikanischen Markt eingesetzt, die die großen Produktionsfirmen drehten, um besseren Zugang vor allem zum mexikanischen Markt zu erhalten und einem Verbot englischsprachiger Filme den Boden zu entziehen. So entstanden zwischen 1930 und 1938 113 Hollywood-Filme auf Spanisch, die jedoch beim Publikum nicht den erhofften Erfolg fanden, wie auch Synchronisationen, die auf keinen großen Publikumszuspruch trafen. Der Grund für die mangelnde Akzeptanz dieser Filme lag vor allem an dem in ihnen gesprochenen Spanisch, das verschiedene Akzente aus Ländern wie Kuba, Argentinien, Chile, Spanien und Mexiko miteinander vermischte, was für die Zuschauer irritierend klang. Zudem wollten die mexikanischen Zuschauer ihre US-amerikanischen Stars sehen und nicht deren Ersatz in den extra für den lateinamerikanischen Markt produzierten Versionen.

#### Entwicklung in Mexiko, Regeneration der nationalen Filmindustrie
In den 1920er-Jahren war die mexikanische Filmindustrie nicht konkurrenzfähig und brachte nur eine sehr geringe Zahl an Filmen hervor. Die einzigen verbliebenen Filmemacher waren der Filmpionier Jorge Stahl, der sein eigenes Studio besaß, und Miguel Contreras Torres. Beide konnten größere Aufmerksamkeit erzielen, nachdem der Tonfilm zu Beginn der 1930er-Jahre auch Mexiko erreicht hatte. Der Misserfolg Hollywoods mit spanischsprachigen Filmen ließ Mexiko einen weiteren Anlauf unternehmen, Filme zu produzieren, die auf dem internationalen spanischsprachigen Markt Erfolg haben sollten. Dieses Ziel wurde zwar verfehlt, die unternommenen Anstrengungen kamen jedoch Regisseuren und Schauspielern zugute, die so die Möglichkeit hatten, sich auszuprobieren, was zum Aufstieg der Filmindustrie Mexikos Ende der 1930er-Jahre und ihrer Blütezeit in den 1940er-Jahren beitrug. Der erste in Mexiko produzierte Tonfilm war 1931 Santa, ein Remake des Stummfilms von 1918, und markierte die Wiederauferstehung des mexikanischen Kinos. Zur Produktion dieses Films gründeten Juan de la Cruz Alarcón, Carlos Noriega Hope und Gustavo Sáenz de Sicilia das Studio Compañia Nacional Productora de Películas. Der Regisseur Antonio Moreno war ein aus Hollywood kommender Spanier, während die Hauptdarstellerin Lupita Tovar eine mexikanische Hollywood-Rückkehrerin war.
Einen großen Einfluss auf die weitere Entwicklung des mexikanischen Films hatte der sowjetische Regisseur Sergei Michailowitsch Eisenstein, der 1930 zusammen mit Grigori Alexandrow und Eduard Tisse in Mexiko angekommen war, nachdem er in den Vereinigten Staaten nach Restriktionen und Einmischungen durch die Leitung des Paramount-Studios sein Filmprojekt aufgegeben hatte. Er war von Diego Rivera während dessen Moskauaufenthalts 1927 für die mexikanische Geschichte begeistert worden und hatte bereits damals ein Interesse daran, nach Mexiko zu reisen. Er brachte nun sein Wissen über die neueste Produktionstechnologie, besonders im Bereich des Tons, mit und tauschte sich mit mexikanischen Filmschaffenden aus. Bei Reisen durch das Land fertigte er eigene Aufnahmen an. Viele waren für sein episch angelegtes Werk Que viva Mexico! gedacht, das er jedoch infolge von Konflikten mit seinem Geldgeber Upton Sinclair, wegen derer er Mexiko verließ, nicht vollenden konnte. Es existieren deshalb nur einige Bearbeitungen dieses Materials durch andere Filmemacher. Auch wenn Eisenstein den Film nicht vollenden konnte, hatte seine Arbeit in Mexiko großen Einfluss auf die mexikanischen Filmemacher. Zwar stieg zu dieser Zeit die Filmproduktion nicht stark an, so erschienen 1932 nur sechs Filme, jedoch machten Arcady Boytler und Fernando de Fuentes ihre Debüts, womit zwei Regisseure, die in der Folge mit zum Aufstieg der mexikanischen Filmindustrie beitrugen, erstmals im Kino zu sehen waren.
1933 wurde die Erholung der mexikanischen Filmindustrie deutlich, als bereits 21 Filme in Mexiko produziert wurden. Neben Compañia Nacional Productora de Películas produzierten noch Jorge Stahls México Films und Industrial Cinematográfica Filme, womit sich die wirtschaftliche Basis der Industrie verbreiterte. Unter den Filmen befanden sich mit La mujer del puerto (Die Frau vom Hafen), El prisionero trece (Gefangener 13) und El compadre Mendoza (Der Pate Mendoza) qualitativ hochwertige Filme, die auch inhaltlich und technisch eine Aufwärtsentwicklung erkennen ließen. Besonders an El compadre Mendoza wird die Entwicklung deutlich. Zwar wurde er zur Zeit seiner Veröffentlichung international nicht beachtet, erhielt aber in späteren Jahren wie auch sein Regisseur de Fuentes positive Rezeption durch die internationale Kritik. Der Film hatte zudem auch thematisch große Bedeutung für Mexiko, denn er thematisierte die Desillusionierung über die korrumpierten Ideale der Revolution. Infolge der Übernahme des Präsidentenamts durch Lázaro Cárdenas del Río im Jahr 1934 gab es zwei Filme, die sein sozialistisches Programm abbildeten. Der Film Redes (Netze) war der erste Langfilm seit 1920, der von der Regierung finanziert wurde. Der zweite Film war Janitzio, der in seiner Handlung Bezug auf eine indianische Erzählung nahm.

### Der Aufstieg der mexikanischen Filmindustrie (1935–1945)

#### Staatliches Engagement
Die aufsteigende Tendenz des mexikanischen Films zu Beginn der 1930er-Jahre verstetigte sich im Laufe des Jahrzehnts und es gelang der mexikanischen Filmindustrie, sich solider aufzustellen. Zugleich hatte sich unter der Regierung Cárdenas del Río eine starke Streikkultur herausgebildet, die sich in der Filmindustrie mit der Gründung der Gewerkschaft Sindicato de Trabajadores de la Industria Cinematográfica de Mexico manifestierte, was zu besseren Arbeitsbedingungen bei der Filmproduktion führte. Außerdem verbesserte sich die finanzielle und technische Ausstattung der Filmindustrie, was einen Anstieg und dann eine Stabilisierung der Zahl von in Mexiko produzierten Filmen ermöglichte. Wurden 1931 nur zwei Filme produziert, stieg die Zahl auf 75 im Jahr 1938, womit sie ihren vorläufigen Höhepunkt erreicht hatte.
Zudem engagierte sich der Staat verstärkt in der Filmindustrie, weil er das Medium Film als Möglichkeit erkannt hatte, nationale Werte zu vermitteln. So subventionierte er etwa die neugegründete Produktionsgesellschaft Cinematográfico Latino Americana, die 1935 ihre Arbeit aufnahm und mit der zu diesem Zeitpunkt besten Technik ausgestattet worden war. Der erste Film dieses Studios war der 1935 veröffentlichte Vámonos con Pancho Villa (Lass uns mit Poncho Villa gehen), bei dem Fernando de Fuentes Regie führte. In dem Film inszenierte de Fuentes das große mexikanische Thema der Revolution als ein umwälzendes Ereignis, das seine verständnislosen Teilnehmer überwältigt. Dabei setzte er auch den Zwiespalt zwischen den Idealen der Revolution und ihrer chaotischen, widersprüchlichen Erscheinung in Szene. Der Staat unterstützte den Dreh etwa durch das Bereitstellen eines kompletten Trains, eines Regiments regulärer Truppen, Artillerie, Uniformen, Pferde und weiteres militärisches Material. Nach dem Film, der eine Million Pesos kostete, hätte das Studio Konkurs anmelden müssen, wenn nicht die Regierung für diese Summe eingesprungen wäre und somit den Fortbestand des Unternehmens sicherte. Trotz dieses staatlichen Engagements blieb die mexikanische Filmindustrie größtenteils in privater Hand und nahm nicht etwa die Entwicklung wie in Italien, dem Deutschen Reich, der Sowjetunion und Japan, wo die Filmindustrie unter dem jeweiligen herrschenden Regime zunehmend zentralisiert und politisch gesteuert wurde.

#### Internationale Etablierung und Verstetigung der industriellen Entwicklung
1936 markierte ein wichtiges Jahr in der Geschichte des mexikanischen Films, weil Fernando de Fuentes mit Allá en el Rancho Grande (Zurück auf dem großen Hof) den ersten international erfolgreichen Film aus Mexiko produzierte. Zugleich gilt der Film als einer der erfolgreichsten lateinamerikanischen Filme aller Zeiten. Es war der populärste Film dieses Regisseurs und markierte einen Wendepunkt in der Orientierung der mexikanischen Filmindustrie. Er führte den Filmemachern, die vor allem Hollywoods spanischsprachige Filme in ihren eigenen Werken adaptierten, vor Augen, dass nur ein originär mexikanisches Kino in Lateinamerika populär sein konnte. Zwar bezog sich de Fuentes auf den Hollywood-Western, fing in seinem Film jedoch typisch mexikanische Bilder und Stimmungen ein. Zudem kopierte er nicht den amerikanischen Cowboy, sondern bezog sich auf die mexikanischen Charros. Solche Filme bildeten zu diesem Zeitpunkt jedoch noch eine Ausnahme. Der überwiegende Teil der Produktion waren sentimentale Familien-Melodramen wie Juan Orols Madre querida (Geliebte Mutter), die zwar in Mexiko populär waren, jedoch über Mexiko hinaus kaum Publikum begeistern konnten. Dies änderte sich aber in der Folge, da de Fuentes mit Allá en el Rancho Grande das Genre Comedia ranchera etabliert hatte. Das mexikanische Landleben mit singenden Charros und die städtische Entsprechung im Milieu der Bars und Nachtclubs wurden in der Folge zu bestimmenden Themen der mexikanischen Filme. Mit diesen Filmen erreichten zudem die Mariachis größere Bekanntheit und zum Beispiel mit Tito Guízar hatte dieses Genre auch seine Stars, die über die Grenzen Mexikos hinaus populär wurden.
Die Veränderungen im mexikanischen Film lassen sich etwa daran nachvollziehen, dass 1937 die Hälfte der produzierten Filme sich mit mexikanischen Themen und Elementen auseinandersetzten. In diesem Jahr drehte Boris Maicon mit Novillero (Der neue Stierkämpfer) den ersten Farbfilm in Mexiko. Zudem gaben der Regisseur Alejandro Galindo und der Schauspieler Jorge Negrete, die beide populäre und erfolgreiche Personen in der mexikanischen Filmproduktion werden sollten, ihre Debüts auf der Leinwand. Des Weiteren führte 1937 mit Adela Sequeyro erstmals eine Frau Regie. Trotz dieser positiven Entwicklung war die mexikanische Filmindustrie für in Hollywood aktive Stars aus Mexiko nicht attraktiv genug, um in die heimische Filmindustrie zurückzukehren. Dies hatte vor allem mit der finanziellen Ausstattung zu tun, da in Hollywood mehr in Filme investiert wurde, während Produzenten in Mexiko mit möglichst wenig Mitteln möglichst viel Profit machen wollten. Dass die Entwicklung der Filmindustrie noch nicht nachhaltig war, zeigte sich an großen Schwankungen in der Zahl der Produktionen, sie fiel von 1938 auf 1939 um 20 Filme, und der Studiostruktur, in der viele Firmen nach nur einem Film wieder aufgeben mussten. Aufgrund dieser Probleme zog Argentinien, der größte Konkurrent Mexikos auf dem lateinamerikanischen Filmmarkt, in der Filmproduktion an Mexiko vorbei.
Nachdem in Spanien Francisco Franco als Sieger aus dem Bürgerkrieg hervorgegangen war, flohen Tausende Spanier, die die Republik unterstützt hatten, nach Mexiko. Unter ihnen befanden sich auch Filmschaffende wie Luis Alcoriza, Angel Garasa, Emilia Guiú, José Baviera und Emilio Tuero, die in der Folge großen Einfluss auf den mexikanischen Film nehmen sollten und damit zu seiner Blütezeit nach dem Ende des Zweiten Weltkrieges beitrugen.

#### Entwicklung während des Zweiten Weltkriegs
Während des Zweiten Weltkriegs konnte Mexiko seine Position als eine der führenden Filmindustrien in Lateinamerika ausbauen und sich gegen Kriegsende sogar an die Spitze der lateinamerikanischen Filmproduktion setzen. Mexiko war mit den Vereinigten Staaten verbündet und unterstützte diese industriell. Die mexikanische Filmindustrie profitierte im Gegenzug von technischer, materieller und finanzieller Unterstützung des US Office of the Coordinator for Inter-American Affairs unter Leitung Nelson Rockefellers. So verlor die argentinische Filmindustrie gegenüber der mexikanischen schon allein aufgrund der Tatsache, dass Zelluloid knapp war und Mexiko bevorzugt beliefert wurde, an Boden. 1941 wurden in Argentinien 47 Filme produziert, in Mexiko 38. Bis 1945 hatte sich das Verhältnis von 23 zu 83 Filmen umgedreht und die mexikanische Filmindustrie einen großen Vorsprung vor der zweitgrößten lateinamerikanischen Filmindustrie erlangt.
Ein weiterer begünstigender Faktor war, dass die europäische und amerikanische Filmproduktion sich überwiegend auf Filme mit propagandistischen Hintergrund konzentrierte, während die mexikanischen Filme davon nicht beeinflusst wurden und somit für das lateinamerikanische Publikum an Attraktivität gegenüber der sonst starken europäischen und vor allem amerikanischen Konkurrenz gewannen. Hinzu kam zudem eine weltweit einmalige Institution mit der 1942 privat gegründeten Banco Cinematográfico, die einzig die Produktion und den Vertrieb von mexikanischen Filmen finanzieren sollte und 1947 verstaatlicht wurde. Diese Bank ermöglichte die Abkehr von der bis dahin verbreiteten Praxis, Filme durch den Verkauf von Land zu finanzieren. Die Produktion von Filmen stieg so stark an, dass die drei existierenden Studios nicht genügend Platz boten und teilweise Filmemacher drei Wochen warten mussten, bis sie ihre Filme realisieren konnten. Deshalb errichtete der amerikanische Industrielle Harry Wright ein neues 92.000 Quadratmeter großes Studiogelände, das in Churubusco gelegen war. In der Folge wurde verstärkt in die Filmindustrie investiert und somit die Grundlage für eine große Zahl an Produktionen gelegt. Der Aufstieg der mexikanischen Filmindustrie und ihre Blütezeit beruhte aber nicht bloß auf diesen wirtschaftlichen Faktoren, sondern lag auch darin begründet, dass zu dieser Zeit eine Vielzahl an talentierten Regisseuren und Filmschaffenden in Mexiko lebten und sich das Star-System konsolidiert hatte.
1940 trat Mario Moreno in seinem ersten Langfilm Ahí está el detalle (Da ist das Detail), der international erfolgreich war und der vor allem mit der Verwendung von Umgangssprache ein herausragendes Merkmal hatte, weil die meisten Filme dieser Zeit ein sehr hochgestochenes Spanisch verwendeten, auf. In der Folge wurde er zu einem der populärsten Schauspieler Mexikos. Dieser Erfolg wurde vor allem seinem Auftreten als erster volkstümlicher Schauspieler zugeschrieben. Wie die gesamte lateinamerikanische Filmproduktion wandte sich auch die mexikanische in der Zeit des Weltkrieges verstärkt panamerikanischen Themen und Stoffen zu. So drehte und veröffentlichte Miguel Contreras Torres 1941 den Film Simón Bolívar nach dem Leben des Freiheitskämpfers Simón Bolívar, der allgemein in Lateinamerika große Popularität besaß. Im selben Jahr wurde ¡Ay, qué tiempos, señor don Simón! (Oh, welche Zeit, Herr Don Simón!), ein sehr musikalischer Film mit einem nostalgischen Bild Mexikos, vorgeführt und spielte in den ersten drei Wochen 137.000 Pesos ein, was ihn zum damals erfolgreichsten mexikanischen Film machte. Einer der eher auf Unterhaltung ausgelegten Filme, der in diesem Jahr erfolgreich an den Kinokassen war, war ¡Ay Jalisco no te rayes! (Oh, Jalisco, mach keinen Rückzieher!). Mit diesem Film feierte Jorge Negrete seinen ersten großen Erfolg. Insgesamt erzielte die mexikanische Filmproduktion des Jahres 1941 Beachtung und Zuschauerzuspruch in ganz Lateinamerika und trug damit zur Etablierung des mexikanischen Films und der folgenden weiteren Erfolge bei. Zwar blieben in den Folgejahren viele Filme in diesen Genres und Themen verortet, jedoch hatte sich ein zugkräftiges Star-System um Schauspieler wie Mario Moreno und Schauspielerinnen wie Sara García und María Félix etabliert. Zudem wuchsen immer weitere gute Schauspieler und Regisseure wie Pedro Infante und Emilio Fernández nach, die die mexikanische Filmindustrie weiter stärkten.
1942 kehrte Dolores del Río nach 28 Hollywood-Filmen und einer gescheiterten Beziehung mit Orson Welles nach Mexiko zurück, wo sie etwa zusammen mit Emilio Fernández 1943 den Film Flor silvestre (Feldblume) drehte. 1943 kehrte mit Lupe Vélez ein weiterer Star nach Mexiko zurück. Als Regisseur wurde Fernández als wichtigster Vertreter des von Eisenstein in Mexiko eingebrachten Einflusses angesehen. Neben den typischen Genres und Themen für mexikanische Filme wie Melodramen und Revolutionsfilme gab es auch einige Filme, die aus diesen Schemen herausfielen. So entsprach Julio Brachos Film Distinto amanecer (Ein anderer Sonnenaufgang) aus dem Jahr 1943 stilistisch eher dem Film noir. 1944 stach vor allem ein Film aus den 74 Produktionen heraus. La baracca (Die Baracke) von Roberto Gavaldón nahm Bezug auf das Spanien vor Franco und war ein Film, an dem auch besonders viele spanische Exilanten beteiligt waren.

### Das Goldene Zeitalter (1945–1950)

#### Blütezeit (1945–1949)
In der Entwicklung des mexikanischen Films und der Filmindustrie ab Mitte der 1930er-Jahre liegt die Grundlage für den Erfolg des Goldenen Zeitalters, dessen Beginn einige Autoren so auch bereits im Jahr 1935 verorten. Während des Zweiten Weltkrieges wurde die mexikanische Filmindustrie ausgebaut, eine Vielzahl von Exilanten und mexikanischen Regisseuren und Schauspielerin produzierten vermehrt qualitativ hochwertige Filme, die auch über Mexiko hinaus vor allem im Lateinamerika vermehrt erfolgreich waren. Nach dem Kriegsende erlebte Mexiko insgesamt eine Boom-Phase, während die mexikanische Filmindustrie ihr Goldenes Zeitalter erlebte, in dem erfolgreiche Filme produziert wurden, die wie auch die Filmschaffenden international große Anerkennung erfuhren.
In dieser Zeit erreichten Schauspieler wie María Félix, Cantinflas, Dolores del Río und Jorge Negrete einen Höhepunkt ihrer internationalen Popularität. So entstand erstmals eine Gruppe von Schauspielern und Schauspielerinnen, die mit den Stars aus Hollywood zumindest im spanischen Sprachraum konkurrieren konnte. Sie trugen zu einem guten Teil zur Stärke der mexikanischen Filmindustrie dieser Jahre bei. Dieser Entwicklung wurde im Jahr 1946 auch mit der Gründung der Academia Mexicana de Artes y Ciencias Cinematográficas Rechnung getragen, die auf einer jährlichen Gala den nationalen Filmpreis Ariel verleihen sollte. Der Erfolg der mexikanischen Filme und Schauspieler ließ auch nach dem Ende des Zweiten Weltkrieges nicht nach. Viel mehr stieg der Ruhm etwa des Schauspielers Pedro Infante noch weiter. Einer der erfolgreichsten mexikanischen Regisseure des Goldenen Zeitalters war Emilio Fernández, der seinen Film Maria Candelaria aus dem Jahr 1943, in dem Dolores del Río mitspielte, auf den Internationalen Filmfestspielen von Cannes 1946 und dem Internationalen Filmfestival von Locarno des Jahres 1947 zeigte und jeweils mehrere Preise auf beiden Festivals gewann.

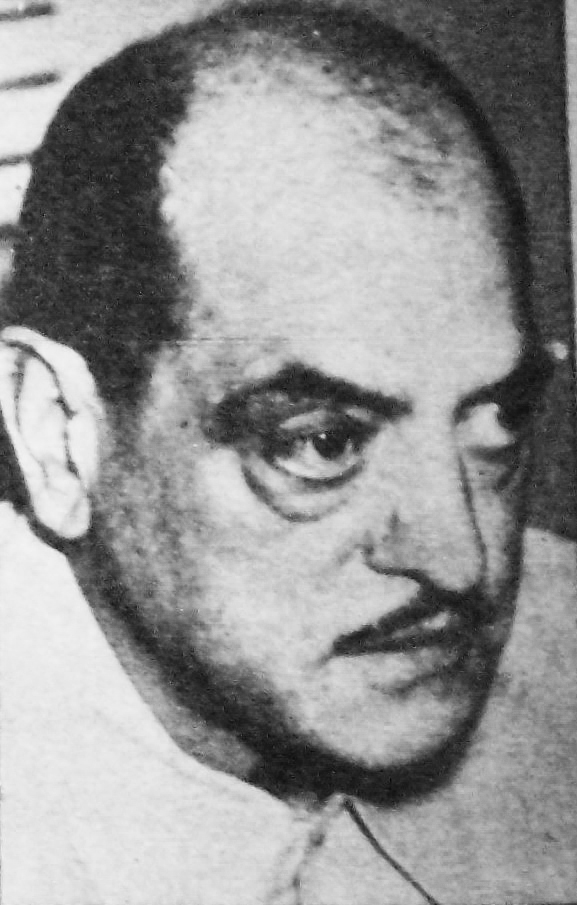
Luis Buñuel kam 1946 nach Mexiko und nahm 1949 die mexikanische Staatsbürgerschaft an. Er war ein international äußerst erfolgreicher Regisseur und prägte das Bild des mexikanischen Kinos im Goldenen Zeitalters mit.

Dieses Star-System führte aber auch zur Konzentration auf Schauspieler und Regisseure bei gleichzeitiger Vernachlässigung der erzählten Geschichten bei der Filmproduktion. Diese Situation fand Luis Buñuel vor, als er 1946 auf Betreiben des Produzenten Óscar Dancigers aus den Vereinigten Staaten nach Mexiko kam. Er hatte seit 1938 in den Vereinigten Staaten für das Museum of Modern Art und in der spanischsprachigen Hollywood-Produktion gearbeitet. Buñuels erster mexikanischer Film war En el viejo Tampico (Großes Kasino), in dem neben Jorge Negrete die argentinische Schauspielerin Libertad Lamarque, die in Argentinien ein großer Star war und an diesen Status in Mexiko anknüpfen konnte. Trotz der beiden großen Stars floppte der Film, so dass Buñuel zwei Jahre brauchte, bis er wieder einen Film drehen konnte. Insgesamt war die Zeit in Mexiko die produktivste Periode in seinem Leben, in der er zwanzig Filme drehte. 1949 wurde Buñuel mexikanischer Staatsbürger und drehte El gran calavera (Der große Lebemann), der erfolgreich war und so dem Regisseur Freiraum für seine nächsten Projekte verschaffte. 1950 drehte er sein Meisterwerk Die Vergessenen, in dem er eine Geschichte über die Gewalt in Mexiko erzählte und der in Mexiko deshalb auch auf Kritik stieß. International war der Film jedoch sehr erfolgreich und Luis Buñuel gewann den Preis als bester Regisseur bei den Internationalen Filmfestspielen von Cannes 1951. In der Folge drehte er weitere Filme wie Susanna (Susanna – Tochter des Lasters), El (Er), Abismos de pasión (Abgründe der Leidenschaft) und Ensayo de un crimen (Das verbrecherische Leben des Archibaldo de la Cruz). Zwar waren viele mexikanische Filmemacher stolz darauf, dass ein so renommierter Regisseur wie Luis Buñuel in ihrem Land arbeitete, aber nur wenige eiferten ihm in seinem Stil nach.
Unter der Regierung von Manuel Ávila Camacho wurde im Februar 1946 ein Gesetz verabschiedet, das die Filmindustrie auch rückwirkend für die letzten fünf Jahre von der Ertragsteuer befreite. Letztendlich trat das Gesetz aber erst 1949 nach dem Ende der Präsidentschaft Camachos in Kraft. Das Interesse der Politik am Film wurde etwa auch in Enamorada (Frau in Liebe) im Jahr 1946 deutlich, da in ihm direkten Bezug auf Miguel Alemán Valdés genommen wurde. Im folgenden Jahr wurde mit Río Escondido (Unsichtbarer Fluss) von Emilio Fernández ein weiterer herausragender Film veröffentlicht, der sich mit der mexikanischen Revolution auseinandersetzte. Neben María Félix spielte in ihm Pedro Armendáriz, der zu einem mit John Wayne in Amerika vergleichbaren Status gelangte und auch in Hollywood Erfolge feiern konnte. An Río Escondido war auch der Kameramann Gabriel Figueroa beteiligt, der für seine Arbeit in Mexiko, aber auch in Hollywood, mehrfach mit internationalen Preisen ausgezeichnet wurde. Einige Filme dieser Zeit nahmen sich zudem den gesellschaftlichen und politischen Realitäten an. Beispielhaft sind die Films ¡Esquina bajan! (Ecke, aussteigen!) und Una familia de tantas (Eine durchschnittliche Familie), die beide 1948 in den Kinos zu sehen waren. Der erste befasste sich mit gewerkschaftlich organisierten Busfahrern, der zweite war das Porträt einer Familie unter der tyrannischen Macht des Vaters.

#### Beginnender Abstieg (Beginn der 1950er-Jahre)
Das Ende des Goldenen Zeitalters des mexikanischen Films zu Beginn der 1950er-Jahre hatte verschiedene Gründe. Zum einen gewann die US-amerikanische Filmindustrie wieder ihre alte Stärke in Mexiko zurück, nachdem sie aufgrund des Krieges eine Vielzahl von Propagandafilmen produzieren musste und damit für ausländisches Publikum an Anziehungskraft verloren hatte, während zugleich der mexikanischen Filmindustrie die Unterstützung durch die Vereinigten Staaten entzogen wurde. Zum anderen gab es aber auch nationale Gründe. So verdienten etwa die mexikanischen Schauspieler in dieser Ära doppelt so viel wie etwa ihre argentinische oder spanische Kollegen und auch andere Mitarbeiter der Filmproduktion hatten mit ihrer gewerkschaftlichen Organisation hohe Löhne erwirkt. So stiegen die Produktionskosten und konnten nur durch Verkürzung der Drehzeit von durchschnittlich fünf auf drei Wochen oder sogar noch weniger gesenkt werden, was zu Abstrichen bei der Qualität führte.
Ein weiterer Faktor war der Einfluss des amerikanischen Geschäftsmanns William O. Jenkins, der sich in Puebla niedergelassen hatte, und bis 1949 zusammen mit mexikanischen Geschäftspartnern 80 Prozent der Kinos in Mexiko übernommen hatte. Durch diese Marktmacht gewann er auch Einfluss auf die Filmproduktion. Zudem hatte er auch noch Einfluss auf die Finanzierungsmöglichkeiten und die Unterstützung von Politikern und weiteren Unternehmern, so dass er bei seinen Tätigkeiten Rückendeckung genoss. Dies mündete in der Produktion immer formelhaftigerer Filme, die wie am Fließband abgedreht wurden. So wurde der künstlerische Anspruch immer mehr dem Kommerz untergeordnet. Diese Filme erhielten vom Publikum den Spottnamen churros. Diese Filme waren oftmals Melodramen, die in Bordellen in schäbigeren Stadtviertel angesiedelt waren oder in Familien spielten, oder Filmkomödien, in denen etwa Cantinflas, Tin Tan und Adalberto Martínez Resortes auftraten. Dabei waren diese Filme nichts Neues. So war etwa das Thema der Prostitution seit den Stummfilmzeiten immer wieder in mexikanischen Filmen präsent, nun aber wurden solche Filme in größeren Stückzahlen produziert. Die Formelhaftigkeit der Filme beruhte dabei zum Teil auch darauf, dass es jungen Regisseuren kaum möglich war, in der Filmproduktion beschäftigt zu werden, weil die Gewerkschaft die Interessen der etablierten Regisseure verteidigten. So entging dem mexikanischen Film der Impuls, den junge Talente mit Innovationen sonst immer wieder in die Branche einführten.

### Zwischenperiode (1950–1989)

#### Niedergang (1950er-Jahre)
Die Probleme des mexikanischen Films am Ende des Goldenen Zeitalters Ende der 1940er-Jahre wurde durch die Konkurrenz des Fernsehens, das in Mexiko am 26. Juli 1950 auf Sendung ging, noch verschärft. In den ersten Jahren waren die Fernsehgeräte eher ungewöhnlich, wurden bis Mitte der 1950er-Jahre aber zunehmend zum normalen Bestandteil der Hauseinrichtung. Zwar trug das Fernsehen erst dazu bei, dem mexikanischen Film eine weitere Verbreitungsmöglichkeit zu bieten, womit es auch zum Mythos des Goldenen Zeitalters verstärkte, weil die Zuschauer die Filme dieser Zeit mit den Stars der Epoche öfter zu sehen bekamen, letztendlich konkurrierte es jedoch mit dem Kino um die Zuschauer.
Um qualitativ hochwertige Filme zu fördern verfolgte der unter dem neugewählten Präsidenten Adolfo Ruiz Cortines neu eingesetzte Direktor der Banco Cinematográfico, Eduardo Garduño, verschiedene Maßnahmen, die unter dem Namen Plan Garduño zusammengefasst wurden. Der Plan sah vor die Macht der Filmverleihe zu brechen, die mit ihrem Monopol die Produktion von Filmen nach den vorherrschenden Schemata beförderten. Deshalb gründete er sechs Unternehmen, die zu mehr Vorführungs- und Vertriebsmöglichkeiten für den mexikanischen Film sorgen sollten. Ein weiterer Bestandteil des Plans war die Limitierung der Anzahl importierter Filme auf 150 pro Jahr, sowie die Übernahme eines Teils der Produktionskosten. Der Plan war jedoch mit Fehlern behaftet, wurde kontrovers aufgenommen und scheiterte letztendlich. So kam es etwa zu Streiks gegen die Studios und zum Streit zwischen Jorge Negrete und Mario Moreno um den Vorsitz der Schauspielervereinigung Asociación Nacional de Actores. Dennoch war ein zunehmendes Interesse der Regierung am Film von seiner Produktion, über seinen Vertrieb bis hin zu seiner Aufführung vorhanden.
Ein Versuch sich gegen das Fernsehen zu behaupten lag auch darin, Filme anzubieten, die technisch und moralisch nicht dem Standard des Fernsehens entsprachen. So wurde für Kinofilme etwa Farbfilme gedreht oder das CinemaScope-Verfahren genutzt. Daneben konnte während der konservativen Zeit unter der Regierung des Präsidenten Ruiz Cortines auf der Leinwand zunehmend weibliche Nacktheit präsentiert werden, wenn als Zuschauer nur volljährige Personen zugelassen waren. Dies lag auch darin begründet, dass die neu entstandene Mittelschicht nicht mehr so konservativ war und sich der alten Sexualmoral nicht mehr verpflichtet fühlte. Dies führte zu einer zunehmenden Zahl von Filmen dieses Genres, das cabaretera genannt wurde, die in Nachtclubs spielten und vom Schicksal der dort auftretenden Mädchen handelten. In diesen Filmen wurde auch eine neue Art von Musik, die eine höhere erotische Ausstrahlung hatte, mit Tänzen wie etwa Mambo und Cha-Cha-Cha verwandt. Infolgedessen drehten auch einige kubanische Darsteller wie Rosa Carmina und Ninón Sevilla in Mexiko und wurden äußerst populär. Letztere spielte etwa in Sensualidad (Sinnlichkeit) im Jahr 1950 mit, der eine Adaption von Josef von Sternbergs Film Der blaue Engel aus dem Jahr 1930 war. Filme mit Anspruch wie Alejandro Galindos 1953 gedrehter und erst 1955 aufgeführter Espaldas mojadas (Wetbacks), der seine Zuschauer überzeugen wollte, nicht in die USA auszuwandern, waren in der Minderheit. Zudem gab es trotz der Fülle an Frauen, die in solchen Filmen spielten, in dieser Zeit nur eine Frau, die hinter der Kamera Karriere machen konnte. Matilde Landeta schrieb in den 1930er-Jahren vor allem Drehbücher, bevor sie bedeutenden Regisseuren assistierte und dann drei Filme drehte, in denen sie eine profeministische Position austestete, die sowohl in der mexikanischen Filmindustrie wie auch der Gesellschaft nicht üblich war.
Insgesamt nahm im Laufe der 1950er-Jahre zwar nicht die Quantität der produzierten Filme ab, es waren rund 100 pro Jahr, jedoch war ein deutliches Abnehmen der Qualität zu verzeichnen. Dies lag etwa auch darin begründet, dass mit Luis Buñuel der international wichtigste Vertreter des hochwertigen Films in Mexiko zunehmend im Ausland wie zum Beispiel in Frankreich drehte. Emilio Fernández wurde hingegen von den Produzenten boykottiert. Ende der 1950er- und zu Beginn der 1960er-Jahre nahm das Interesse des Publikums an den Churros deutlich ab. In dieser Zeit mussten einige der wichtigsten mexikanischen Studios wie Azteca Films und Tepeyac ihren Betrieb einstellen. Zudem fiel nach dem Erfolg der Kubanischen Revolution im Jahr 1959 ein weiteres traditionell wichtiges Publikum für mexikanische Kinofilme weg.
Ende der 1950er-Jahre hatte sich dann schlussendlich eine Palette von Filmen und Genres ausgebildet, die immer wieder variiert wurde, und so den Großteil der mexikanischen Filmproduktion ausmachte. Dazu gehörten neben Komödien, Melodramen und Musik- beziehungsweise Tanzfilmen auch Exploitationfilme, die Horrorfilme und Western aus Hollywood adaptierten und ebenso
Superhelden-Filme, in denen maskierte Cowboys oder Wrestler gegen Bösewichte und Monster kämpften. Einer der erfolgreichsten Darsteller in den Wrestler-Filmen war El Santo, der auch als Wrestler Bekanntheit erlangt hatte. Er spielte zum Beispiel in dem Film Santo contra el cerébro diabólico (Santo gegen das teuflische Hirn) die Hauptrolle, der trotz schlechter schauspielerischer Leistung zur Premiere 125.000 Pesos einspielte. Insgesamt war El Santo Hauptdarsteller in 21 Filmen dieser Jahre.
Der Niedergang der mexikanischen Filmindustrie wurde auch an der Aussetzung der Verleihung des Premio Ariel im Jahr 1958, die bis zur erneuten Verleihung 1972 andauern sollte, deutlich. Die Industrie hatte mit hohen Gagen, wegbrechenden internationalen Märkten und sinkenden Zuschauerzahlen insgesamt zu kämpfen. Ein Versuch dem zu begegnen war, Koproduktionen mit verschiedenen lateinamerikanischen Ländern wie Kolumbien, Puerto Rico und Guatemala zu drehen. Ein Beispiel dafür ist etwa Los expatriados (Die Auswanderer) aus dem Jahr 1963, der zusammen mit Puerto Rico produziert wurde. In ihm wurde die Geschichte puerto-ricanischer Einwanderer in New York erzählt, wobei stilistisch auf Musicalelemente wie in West Side Story  aus dem Jahr 1961 zurückgegriffen wurde.

#### Gegenbewegung und Reformen (1960er-Jahre)
Als Gegenpol zu den vielen qualitativ schlechten Filmen, die für den Massenmarkt produziert wurden, bildete sich die Grupo Nuevo, der junge Regisseure, Drehbuchautoren und Filmkritiker wie Salvador Elizondo, Carlos Monsiváis und Paul Leduc angehörten. Sie ging aus einer Reihe von Konferenzen im Jahr 1960 hervor, an denen etwa Luis Buñuel, Luis Alcoriza und José Luis Cuevas teilnahmen, auch wenn diese dann nicht der Gruppe angehörten. Diese Gruppierung eiferte der aus Frankreich stammenden Strömung des Nouvelle Vague nach und verbreitete ihre Ideen für einen modernen mexikanischen Film in einer nach ihrer Gruppe benannten Zeitschrift sowie mit Veröffentlichungen in wichtigen Zeitungen und Zeitschriften wie México en la cultura und Novedades. Zugleich entstand an der Universidad Nacional Autónoma de México ein Filmclub, der die Keimzelle für die erste nationale Filmschule, das 1963 gegründete Centro Universitario de Estudios Cinematográficos, bildete. Diese Bestrebungen mündeten 1965 in der Gründung des Concurso de Cine Experimental, einem Filmfestival, das innovative Filme fördern sollte. Diese Vereinigungen und Filmclubs bildeten die einzige Möglichkeit für junge, aber auch für bereits etablierte Filmschaffende mit neuen internationalen Strömungen des Films in Kontakt zu kommen. 1963 gründete Carmen Toscano das erste nationale Filmarchiv Mexikos unter dem Namen Cinemateca de México, das auf privaten Beiträgen gründete und zuerst keine dauerhafte räumliche Einrichtung erfuhr.
Während die Filme im Mainstream im Durchschnitt stark an Qualität verloren, gab es aus diesen Entwicklungen heraus einige Filmemacher, die qualitativ herausragten und Anerkennung fanden. Luis Alcoriza, ein Vertrauter von Buñuel, drehte etwa 1960 Los jóvenes (Die Jugend), der sich mit dem populären Thema der rebellischen Jugend auseinandersetze, dabei jedoch eine Stufe höher eingeschätzt wurde als die anderen Filme dieser Art. Ein anderer war García Ascot, dessen Film En el balcón vacío (Auf dem leeren Balkon) aus dem Jahr 1961 das Trauma der Flucht vor dem spanischen Bürgerkrieg thematisierte. Der Vertrieb in Mexiko wurde offiziell abgelehnt, die Finanzierung erfolgte über Freunde, aber international wurde der Film positiv aufgenommen. Zudem drehte Anfang der 1960er-Jahre Luis Buñuel mit Viridiana und El ángel exterminador (Der Würgeengel) seine letzten großen Filme in Mexiko, bevor er ab 1965 nur noch in Europa drehte. Seine Filme dienten Filmschaffenden, denen an Qualität gelegen war, und Filmkritikern als Vorbilder und Inspiration, da sie sich sowohl von den sonst formelartigen mexikanischen Filmen unterschieden und mit ihren psychologischen, dokumentarischen, religiösen und surrealistischen Motiven auch dem Neorealismus entgegenstanden.
Diese Entwicklungen in Mexiko blieben aber hinter denen in den anderen lateinamerikanischen Staaten zurück, wo sich der Neue Lateinamerikanische Film als politische und von den Vereinigten Staaten emanzipierende Kunstform mit einem Zentrum auf Kuba entwickelte. Während der Neue Lateinamerikanische Film sich vor allem mit politischen und sozialen Problemen der 1960er-Jahre auseinandersetzte, gab es diese Auseinandersetzung in Mexiko nur in einer Minderheit der veröffentlichten Filme. In den unruhigen Zeiten um das Massaker von Tlatelolco am 2. Oktober 1968 war der mexikanische Film wie alle Kultur und die gesamte Gesellschaft Repressionen und Restriktionen ausgesetzt.

#### Beginnende Regeneration (1970–1976)
Erst mit der Übernahme der Präsidentschaft durch Luis Echeverría 1970 nahmen die Repressionen gegenüber den Medien ab, und die Kultur insgesamt, besonders aber die Filmindustrie, wurden staatlich gefördert. Dabei machte er die Förderung der kriselnden Industrie auch zu einem national bedeutenden Projekt, das er in seine politische Agenda integrierte. Der Bruder des Präsidenten, Rodolfo Echeverría, der zudem selber Schauspieler war, wurde zum neuen Direktor der Banco Cinematográfico ernannt. Er verfolgte einen neuen Plan zur Stärkung der mexikanischen Filmindustrie. Es wurden mit Corporación Nacional Cinematográfica (CONACINE), Corporación Nacional Cinematográfica de Trabajadores de Estado I. (CONACITE I.) und Corporación Nacional Cinematográfica de Trabajadores de Estado II. (CONACITE II.) drei staatliche Filmproduktion gegründet und zudem ehemals einige private Studios vom Staat übernommen. Daneben wurden die Filmschule Centro de Capacitación Cinematográfica und die Cineteca Nacional eingerichtet. Die Regelungen wurden so angepasst, dass einheimische Produktionen mehr Spielzeit in den Kinos erhielten. Zudem gab Präsident Echeverría das Ziel aus, dass statt auf rein kommerzielle Interessen wieder vermehrt der Fokus auf ästhetische und qualitative Aspekte der Filme gelegt werden sollte.
In den 1970er-Jahren erlebte der Film in Mexiko eine kleine Renaissance. Zwar wurden die Reformen unter Echeverría zum Teil als Korrumpierung von Regisseuren, Schauspielern und Autoren, die in der Protestbewegung aktiv waren, empfunden, es waren jedoch nur wenige, die sich nicht mit ihm arrangieren konnten und wollten. So konsolidierte sich die mexikanische Filmindustrie, Regisseure konnten ihre Karrieren fortsetzen und neue stiegen in die Produktion ein. Dabei waren gerade die debütierenden Regisseure durch neu geschaffene Ausbildungsmöglichkeiten besser vorbereitet. Neben Filmen wie Santo vs. la hija de Frankenstein (Santo gegen Frankensteins Tochter) von Miguel M. Delgado aus dem Jahr 1971 und den üblichen Komödien und Melodramen wurden auch ambitioniertere Filme wie Felipe Cazals’ El jardín de tía Isabel (Der Garten von Tante Isabel), Gustavo Alatristes QRR (Quién resulta responsible) (Wer ist verantwortlich?) und Alejandro Jodorowskys El Topo (Der Maulwurf) gedreht. 1973 veröffentlichte Alejandro Galindo El juicio de Martín Cortés (Der Prozess des Martín Cortés), einen Film der sich mit dem Rassismus in Mexiko auseinandersetzte und sowohl von Kritikern wie auch Zuschauern negativ aufgenommen wurde.
Daneben wurden einige staatliche Filme produziert wie Historia der P.R.I. (Geschichte der PRI), der sich der Geschichte der regierenden Partido Revolucionario Institucional widmete, und Cartas del Japón (Briefe aus Japan), der einen mexikanischen Ingenieur-Studenten in Japan zum Thema hat. Insgesamt nahm in der ersten Hälfte der 1970er-Jahre die Zahl staatlich produzierter Filme stetig zu, während die privat beziehungsweise über Banken finanzierten Produktionen abnahmen. Die negative Entwicklung der privaten Filmproduktion war bereits seit Beginn der 1960er-Jahre zu erkennen, setzte sich in dieser Zeit jedoch verstärkt fort. Die Gründe dafür waren vielfältig und werden etwa an der zunehmenden Profitorientierung der Produzenten, steigenden Kosten und der nachlassenden Durchschnittsqualität, sowie an steigender Korruption in der Filmbranche festgemacht.

#### Rückschläge (1976–1982)
Die insgesamt kurze Epoche der künstlerischen Erholung bei gleichzeitigem weiteren Niedergang der Industrie, in denen mehr neue Regisseure Filme realisieren konnten und sich der Film auch qualitativ leicht konsolidierte, dauerte jedoch nicht lange an. José López Portillo, der am 1. Dezember 1976 Präsident wurde, ernannte seine Schwester Margarita López Portillo zur Direktorin aller Filmstudios und Rundfunksender. Sie löschte die staatliche Filmförderung fast vollständig aus. Sie löste etwa die Banco Cinematográfico auf, die zuvor einer der wichtigsten Werkzeuge der Unterstützung der Filmindustrie war, und stellte 1979 die Unterstützung der staatlichen Filmstudios CONACITE I. und CONACITE II. ein. Damit ging die Basis der Filmschaffenden, die für ein qualitativ hochwertiges Kino standen, verloren. Insgesamt wurde eine Stärkung der Privatwirtschaft verfolgt, weshalb das große Engagement des Staates in der Filmindustrie nahezu vollständig eingestellt wurde. Dies stieß jedoch nur auf vereinzelte härtere Kritik durch die Filmemacher, weil sie die verbliebene Bürokratie nicht gegen sich aufbringen wollten und zudem auf weitere Staatsaufträge hofften, da Margarita López Portillo weiterhin staatliche Filmproduktionen wollte.
Trotz der Rückschläge für den Anspruch der Filme, weil besonders viele engagierte linke Filmemacher vor allem auf Staatsaufträge angewiesen waren, erholte sich die finanzielle Situation der mexikanischen Filmindustrie nach 1977. Die Kosten für privat produzierte Filme fielen inflationsbereinigt um 39 Prozent, die der staatlich produzierten Filme sogar um 60 Prozent, da mehr Schauspieler beschäftigt wurden und deren Löhne sanken. Zugleich stiegen die privaten Investitionen und Investitionen aus dem Ausland sowie der Zahl der Coproduktionen. In der Folge stieg die Zahl der produzierten Filme. Viele dieser Filme bezogen sich auf traditionelle Genres wie das Melodrama, aber griffen auch Sodcore-Pornographie und aktuelle Thematiken auf, um so Besucher anzuziehen. Beispiele für Filme dieser Zeit, die hingegen auch mehr auf ein internationales Publikum abzielten, sind etwa Guayana – Kult der Verdammten aus dem Jahr 1979 und Hostages aus dem Jahr 1980, die beide von René Cardona jr. gedreht wurden und internationale Besetzungen etwa mit amerikanischen Schauspielern wie Stuart Whitman und Joseph Cotten aufwiesen. Hostages basierte dabei lose auf der Geschichte der Geiselnahme von Teheran. Insgesamt entdeckten die mexikanischen Studios den wachsenden Markt für spanischsprachige Filme in den Vereinigten Staaten. Einer der unabhängigen Filmemacher war Jaime Humberto Hermosillo, der 1982 seinen zehnten Film María de mi corazón (Maria, meine Liebe) veröffentlichte, den er nach einem Roman von Gabriel García Márquez gedreht hatte.
Infolge des wirtschaftlichen Zusammenbruchs im Jahr 1982 wurde die staatliche Filmproduktion noch weiter zurückgefahren, da laut Margarita López Portillo kein ausreichend großes Publikum für das qualitätvolle Kino existierte. Dieses zog sich immer mehr auf die Filmclubs der Universitäten und junge Regisseure zurück. Ein weiterer großer künstlerischer Verlust war der Brand in der Cineteca Nacional im März 1982, bei dem 6000 Filmrollen, zwei Kinos, die Bibliothek, Photos und weitere Dokumente zerstört wurden und sechs Menschen starben. Einer der Gründe für den Brand waren nicht vorgenommene Arbeiten zum Brandschutz. Trotz der insgesamt schlechten wirtschaftlichen Lage wurden 1982 immer noch rund 100 Filme gedreht, weshalb die Zahl der Beschäftigten stabil gehalten werden konnte. Die Regierungszeit Portillos wurde etwa von Gabriel Figueroa auf einer Preisverleihung als die schlimmste für den mexikanischen Film bezeichnet und Tomás Pérez-Turrent kritisierte die Qualität des Films als auf dem niedrigsten Niveau seit einigen Jahrzehnten.

#### Langsamer Beginn des Wiederaufstiegs (1982–1989)
Nach dem Regierungswechsel im November 1982 wurde die nationale Filmindustrie unter Präsident Miguel de la Madrid Hurtado wieder belebt, womit die Qualität der Filmproduktion gestärkt werden sollte. Diese Maßnahmen hatten aber in Anbetracht der ökonomischen Krise keine besonders hohe Priorität. Einige Reformen der Filmgesetzgebungen wurden diskutiert, die den mexikanischen Filmemachern, die in staatlichen Institutionen trainiert wurden, besseren Zugang zur Industrie verschaffen sollten und insgesamt den qualitativ höheren mexikanischen Film stärken sollten. Auch wurde über die Einrichtung eines Kulturministeriums nachgedacht, unter dessen Dach auch die Filmpolitik koordiniert werden sollte. Trotz dieser Überlegungen kam es unter Miguel de la Madrid Hurtados Präsidentschaft zu keiner Gesetzesänderung.
1983 wurde das Instituto Mexicano de Cinematografía eingerichtet, dessen Leitung Alberto Isaac übernahm. Diese neu gegründete Institution hatte maßgeblichen Anteil an der Erneuerung und dem Wiederaufstieg der mexikanischen Filmindustrie, auch wenn ihre Arbeit nicht frei von Kontroversen blieb. Unter dem Dach des Instituto Mexicano de Cinematografía wurden die beiden staatlichen Produktionsfirmen Corporación Nacional Cinematográfica und Corporación Nacional Cinematográfica de Trabajadores de Estado II., die Produktionsfirmen Churubusco-Atzteca und Estudio América, die staatlichen Vertriebsorganisationen, das Dokumentarfilmzentrum und die staatlichen Filmschulen vereinigt. Vor allem die Besetzung mit Isaac weckte Hoffnung, weil statt der üblichen Bürokraten, die solche Posten erhielten, ein Mann der selber aus der Filmindustrie stammte den Direktionsposten erhielt. Aber bereits nach einem Jahr gab er den Posten auf, um wieder Filme drehen zu können. Alberto Isaac war 1985 darüber hinaus an der Organisation des dritten Wettbewerbs für experimentelles Kino beteiligt, an dem unter anderem Diego López Rivera mit Crónica da familia (Chronik einer Familie) und Alberto Córtez mit Amor a la vuelta de la esquina (Liebe gleich um die Ecke) teilnahmen und auf ihr Talent aufmerksam machten.

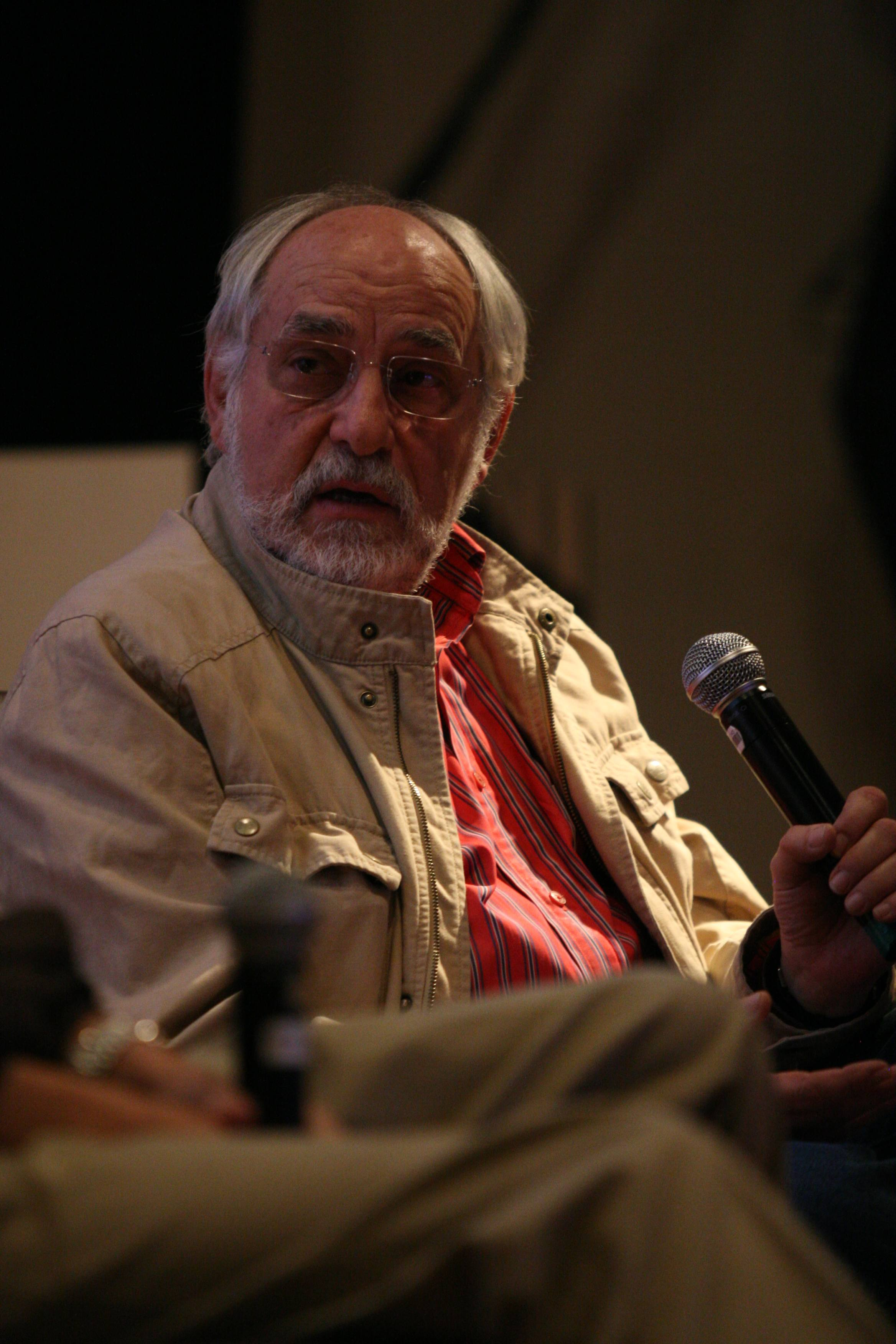
Arturo Ripstein ist ein unabhängiger Regisseur, der vor allem melancholische Filme jenseits des Mainstreams drehte.

Insgesamt nahm die mexikanische Filmindustrie ab 1982 eine langsame positive Entwicklung. Die staatliche Filmproduktion stieg wieder, wenn auch nicht auf ein so hohes Niveau wie zuvor, und daneben unterstützte der Staat auch unabhängige Filmemacher finanziell bei ihren Produktionen. Beispiele für positiv aufgenommene unabhängige Produktionen sind etwa Nocaut (Knockout) von José Luis García Agraz, in dem die Geschichte eines Boxers erzählt wird, der seinen dealenden Promoter ermordet, und Vidas errantes (Wandernde Leben) von Juan de la Riva, die beide 1982 erschienen. 1984 wurde die Cineteca Nacional wiedereröffnet. Ihre Bestände waren nun feuersicher untergebracht und es standen ihr vier Kinosäle zur Verfügung.
Im folgenden Jahr gab es erstmals seit längerem einige Filme die internationales Publikum ansprechen konnten. Paul Leduc drehte Frida Kahlo – Es lebe das Leben (Frida, naturaleza viva, 1986), in dem das Leben der bekannten mexikanischen Künstlerin Frida Kahlo mit Ofelia Medina als Hauptdarstellerin verfilmt wurde. Der nichtlineare Erzählstil und die Arbeit mit dem Bild, die oftmals den Dialog ersetzte, wurden von der Kritik positiv hervorgehoben. Der Film Doña Herlinda y su hijo (Doña Herlinda und ihr Sohn) von Jaime Humberto Hermosillo, der ebenfalls aus dem Jahr 1985 stammt, behandelt die Geschichte eines schwulen Mannes, der von seiner Mutter in eine Ehe mit einer Frau als Fassade gezwungen wird. Dieser Film wurde als Kommentar zu den moralischen Standards in Mexiko gesehen und errang ebenfalls internationale Aufmerksamkeit. Trotz dieser positiven Entwicklungen bei der Qualität gab es nach wie vor schlecht produzierte Filme wie etwa Lola la trailera (Lola, die Truckerin) von Raúl Fernández, der dennoch bei einem Budget von 150.000 Dollar in den USA 2,5 Millionen und in Mexiko eine Million Dollar einspielte.
Der Einfluss des Fernsehens auf die Produktion von Kinofilmen nahm zudem zu. So basierte der Film El maleficio 2 (Der Fluch 2) auf einer populären Telenovela und neben dem anerkannten Darsteller Ernesto Alonso spielte die Fernsehdarstellerin Lucía Méndez. Neben Méndez schafften es etwa auch María Elena Velasco und Roberto Gómez Bolaños vom Fernsehen auf die Kinoleinwand. Nach einigen eher mäßigen Filmen in der ersten Hälfte der 1980er-Jahre schaffte zudem der Regisseur Arturo Ripstein 1986 mit El imperio de la fortuna (Das Reich des Glückes) wieder einen Film abzuliefern, der sein Talent widerspiegelte. In dem Film behandelte er, wie das Geld eines Mannes die Personen in seinem Umkreis korrumpiert. Ein weiterer innovativer und kreativer mexikanischer Regisseur der 1980er-Jahre war Felipe Cazals, der 1987 den nach Albert Camus’ Werk Caligula gedrehten Film La furia de un dios (Die Wut eines Gottes) veröffentlichte. Cazal versetzte die Geschichte um den obsessiven römischen Kaiser in die Wirtschaftswelt, in der ein Geschäftsmann wirtschaftlich und in seinem Sexualleben nach Dominanz strebt. Neben Fernando Balzaretti spielte die spanische Schauspielerin Assumpta Serna die weibliche Hauptrolle, weil der Film vom spanischen Fernsehen koproduziert wurde.
Um Regisseure wie Felipe Cazals, Arturo Ripstein und Jaime Humberto Hermosillo etablierte sich in der zweiten Hälfte der 1980er-Jahre wieder eine höhere Qualität in der Filmindustrie. Mexikanische Filme wurden auch wieder im Ausland als künstlerisch und interessant aufgenommen. Sie beschäftigten sich zudem vermehrt mit aktuellen gesellschaftlichen und politischen Themen wie Terrorismus, Umweltverschmutzung und der ökonomischen Krise. Ein Film, der dies in besonderer Weise tat, ist Días deficiles (Schwierige Tage) des Regisseurs Alejandro Pelayo aus dem Jahr 1987. Neben diesen qualitativen Entwicklungen, die trotz allem nur einen kleinen Teil der mexikanischen Bevölkerung ansprachen, gab es zum Ende des Jahrzehntes hin auch eine bedeutende Änderung in der Organisation des mexikanischen Films. 1989 wurde das Instituto Mexicano de Cinematografía, das bis dahin dem Secretaría de Gobernación untergeordnet war, dem Secretaría de Educación Pública unterstellt. Somit fiel der Einfluss des Innenministeriums, das Filme oftmals auch politisch beeinflusste beziehungsweise dies versuchte, weg.
Neben diesen qualitativ höherwertigen Filmen wurden in den 1980ern aber auch über 200 B-Movies über den Drogentransport gedreht, die zum teile extreme Gewaltdarstellungen und leichte Pornographie aufwiesen. Zudem schlug sich die leichte positive künstlerische Entwicklung nicht in den Besucherzahlen nieder. Tatsächlich verloren die mexikanischen Filme vom Beginn der 1980er-Jahre bis 1987 45 Prozent der mexikanischen Zuschauer und 50 Prozent der Zuschauer im für die Finanzierung der mexikanischen Filmindustrie wichtigen US-Markt.

### Neuer Mexikanischer Film (seit 1990)

#### Beginn und Etablierung (1990er-Jahre)

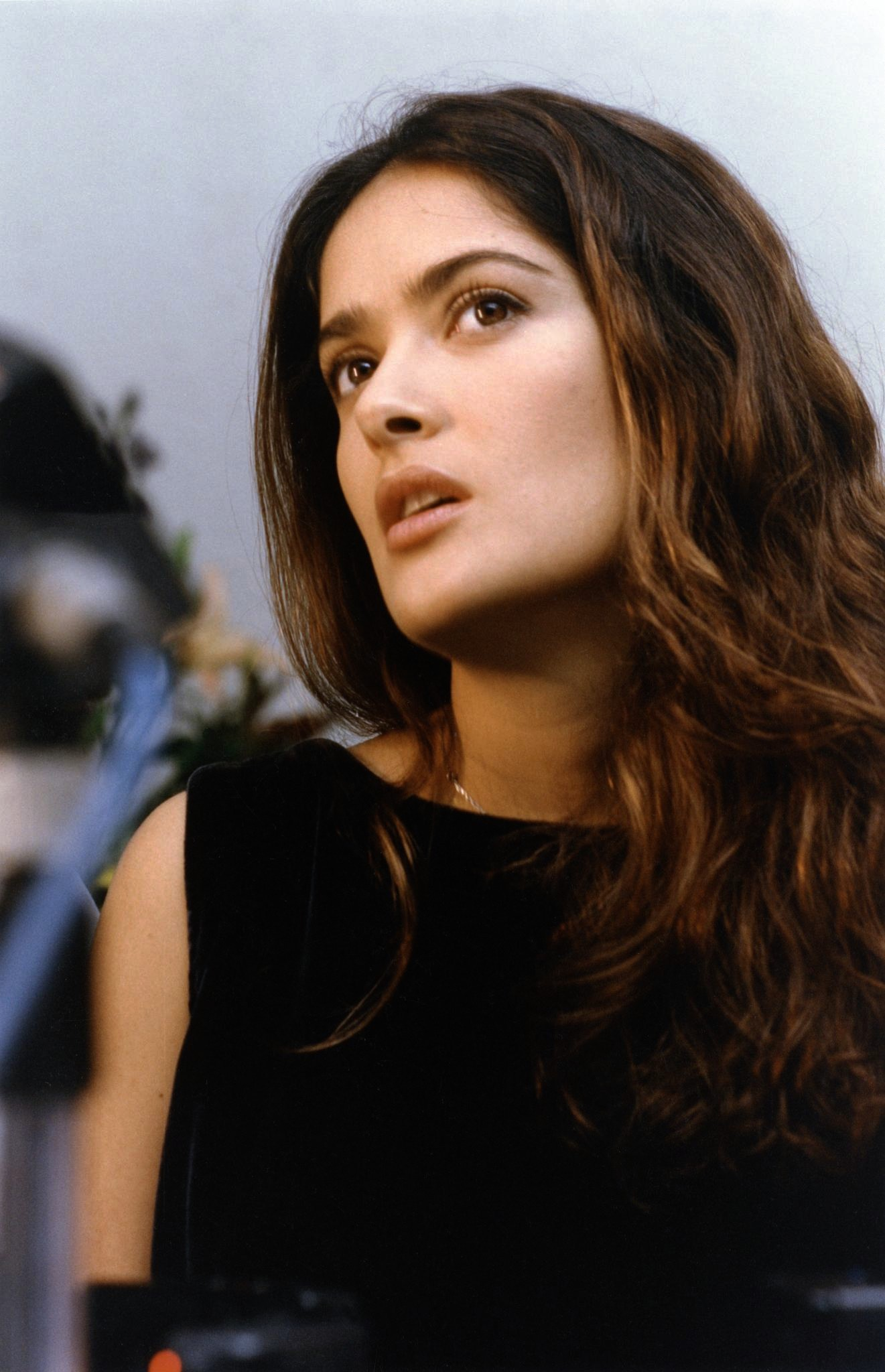
Salma Hayek begann ihre Karriere in einer mexikanischen Telenovela und schaffte den Sprung nach Hollywood. Sie drehte und produzierte aber auch in Mexiko.

Mit Beginn der 1990er-Jahre begann eine Epoche, die als Neues Mexikanisches Kino bezeichnet wird und in der mexikanische Filme in der Breite wieder deutlich an Qualität zunahmen und in der Folge auch internationale Erfolge feiern konnten. Zudem gelang es vermehrt mexikanischen Regisseuren, Schauspielern und weiteren Persönlichkeiten des Films, internationale Aufmerksamkeit zu erlangen und sich auch außerhalb Mexikos erfolgreich zu betätigen. Eine der international bekanntesten Schauspielerinnen ist etwa Salma Hayek, die erst in einer Telenovela und später in einigen US-Kinoprofilmen wie Desperado, From Dusk Till Dawn und Wild Wild West mitspielte. Ihr Erfolg in Hollywood gab ihr die Möglichkeit, sich selbst als Produzentin und Regisseurin zu betätigen. Hayek war die erste mexikanische Schauspielerin seit Dolores del Río, Lupe Vélez und Katy Jurado, die sich in Hollywood als Star etablieren konnte. In die 1990er-Jahre fiel auch das erstmals vermehrte erfolgreiche Auftreten von Regisseurinnen. Nachdem Ende der 1980er-Jahre Matilde Landeta und Adela Sequeyro auf sich aufmerksam machten, folgten ihnen in den Folgejahren etwa Mariá Novaro, Marisa Sistach und Dana Rotberg nach.
In den 1990er-Jahren stieg das Interesse der mexikanischen Mittelschicht an qualitätsvollen Filmen langsam an, was die Renaissance des mexikanischen Films weiter vorantrieb und abstützte. Diese Entwicklung wurde von dem Film Rojo amanecer (Rotes Morgengrauen) von Jorge Fons aus dem Jahr 1989 angefacht, in dem um das Mittelklasse-Paar, gespielt von María Rojo und Héctor Bonilla, und dessen Großfamilie in einem kleinen Apartment die Gefahr und die Angst rund um das Massaker von Tlatelolco erfahrbar werden. Dieser Film setzte sich trotz der nötigen Aufführungsgenehmigung durch die Regierung erstmals engagiert mit diesem Teil der mexikanischen Geschichte auseinander. Zu Beginn der 1990er-Jahre veränderte zudem das Instituto Mexicano de Cinematografía seine Förderpolitik, so stellte es die eigene Studioproduktion auch aufgrund gewerkschaftlichen Drucks ein und betätigte sich nur noch als Coproduzent von privaten Produktionsfirmen. Damit folgte diese Institution der politischen Linie von Präsident Carlos Salinas de Gortari, der die Privatwirtschaft stärkte und staatliches wirtschaftliches Engagement zurückfuhr.

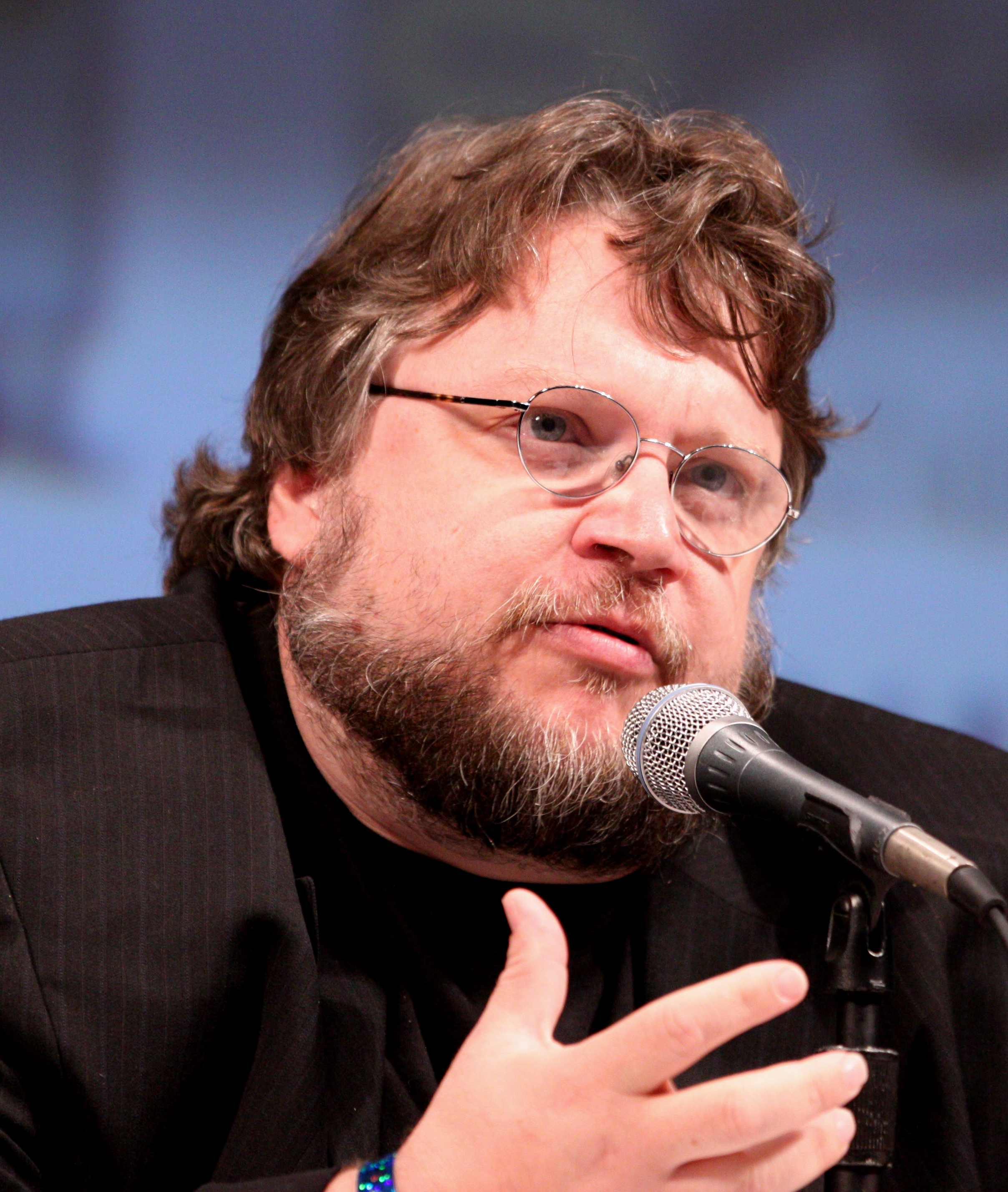
Guillermo del Toro, der in den 2000er-Jahren in Hollywood Erfolge feierte, drehte seinen ersten Spielfilm 1991.

In dieser Zeit entstanden einige Filme, die qualitativ hochwertig, attraktiv und auch international erfolgreich waren. 1990 etwa drehte Jaime Humberto Hermosillo mit La tarea (Die Aufgabe) eine innovative Sexualkomödie mit José Alonso und María Rojo, die in der Folge eine der anerkanntesten mexikanischen Schauspielerinnen wurde, in den Hauptrollen. Im folgenden Jahr beendete Nicolás Echevarría den Film Cabeza de Vaca, der mit Blick auf das 1992er Jubiläum der Entdeckung Amerikas durch Christoph Kolumbus die Geschichte des spanischen Entdeckers Álvar Núñez Cabeza de Vaca erzählte. Mit 1.300.000 US-Dollar Produktionskosten war es ein überdurchschnittlich teurer Film für mexikanische Verhältnisse und zeichnete sich durch eine Vielzahl an beeindruckenden visuellen Effekten aus. International konnte der Film überwiegend positive Kritiken erreichen und lief etwa auf den Internationalen Filmfestspielen 1991. Ein weiterer erfolgreicher Film war  Como agua para chocolate (Bittersüße Schokolade), die Verfilmung eines erfolgreichen Romans durch Alfonso Arau im Jahr 1992 mit Lumi Cavazos und Marco Leonardi in den Hauptrollen. Er war außerhalb Mexikos vor allem in den Vereinigten Staaten kommerziell erfolgreich, wo er mit Einnahmen von 21.665.500 Dollar bis 1997 der kommerziell erfolgreichste ausländische Film war. Im selben Jahr veröffentlichte Guillermo del Toro mit dem Horrorfilm Cronos seinen ersten Spielfilm. Como aguapara chocolate und Cronos waren zu diesem Zeitpunkt die beiden teuersten Produktionen der mexikanischen Filmgeschichte. Insgesamt gab es in den Jahren 1991 und 1992 die größte Zahl an qualitativ wertvollen mexikanischen Filmen seit langem. In der Zeit zwischen 1989 und 1993 war die mexikanische Filmindustrie die dynamischste in Lateinamerika. Jedoch bestanden weiterhin Probleme im Bereich des Vertriebes, da die großen Kinokonzerne besonders auf die Aufführung von Hollywood-Blockbustern fixiert waren und mexikanische Filme es oftmals schwer hatten, ihre Nische zu finden.
Dieses qualitative Niveau verstetigte sich in den folgenden Jahren immer weiter. 1994 drehte der etablierte Regisseur Jorge Fons El Callejón de los Milagros (Die Straße der Wunder) nach einem Roman des ägyptischen Literaturnobelpreisträgers Naguib Mahfouz. Die Geschichte von Kairoer Nachbarn während des Zweiten Weltkriegs, wurde von Fons in das Mexiko der 1990er-Jahre übertragen. Die dramatische und teils humorvolle Schilderung des Lebens dieser Nachbarn wird aus den verschiedenen Perspektiven in Szene gesetzt. Die Besetzung des Films umfasste anerkannte und beliebte mexikanische Schauspieler wie Ernesto Gómez Cruz, Margarita Sanz, Delia Casanova, Daniel Giménez Cacho und Claudio Obregón. Zudem hatte Salma Hayek ihren ersten Auftritt in einem mexikanischen Film, der von der Kritik sehr gelobt wurde. Der Erfolg solcher Filme auf dem internationalen Markt war aber zu einem großen Teil abhängig von den regionalen Verleihern und deren Engagement etwa bei der Promotion. So wurde beispielsweise die Komödie Santitos von Alejandro Sprigall 1998 auf dem Sundance Film Festival sehr positiv aufgenommen, fand aber in den amerikanischen Kinos aufgrund einer verfehlten Vertriebspolitik kaum Publikum.
Der erfolgreichste Film des Jahres 1998, das mit nur elf Produktionen die geringste Zahl seit den frühen 1930er-Jahren aufwies, war Sexo, pudor y lagrimas (Sex, Schande und Tränen) von Antonio Serrano, der ein Beziehungsdrama mit komödiantischen Mitteln inszenierte. Der Film wurde insgesamt 27 aufeinanderfolgende Wochen in den Kinos gezeigt. Ein weiterer Film, der ein internationales Publikum und gute Kritiken finden konnte, war Luis Estradas La ley de Herodes (Herodes Gesetz) im Jahr 1999. Dieser Film mit Damián Alcázar und Pedro Armendáriz Jr. in den Hauptrollen behandelte das Thema der Korruption in Mexiko und löste aufgrund der Nennung der Partido Revolucionario Institucional heftige Kontroversen aus, obwohl der Film in den 1950er-Jahren spielte. Erste geplante Aufführungen fanden aus verschiedenen Gründen nicht statt, was als neue Form der Zensur aufgefasst wurde. Nach Kritik von zahlreichen Filmschaffenden, er habe dem Druck von Funktionsträgern der Partei nachgegeben und die Aufführung des Films sabotiert, gab der Direktor des Instituto Mexicano de Cinematografía, Eduardo Amarena, die Rechte am Film ab, so dass allein Estrada für die Aufführung zuständig war. Der Film erreichte in Mexiko viele Zuschauer und wurde auch in den Vereinigten Staaten und Europa gezeigt, wo er jedoch nicht den thematischen Einfluss wie in seinem Ursprungsland erreichen konnte. Zum Teil wurde der Film auch als Beitrag zum Niedergang der Partido Revolucionario Institucional aufgefasst, womit sein Einfluss jedoch überbewertet wird.
Der Erfolg mexikanischer Filmschaffender beschränkte sich aber nicht allein auf die heimatliche Filmindustrie. So drehte Luis Mandoki, nachdem er vier Filme im Mexiko der 1980er-Jahre gedreht hatte, in Hollywood. Zu seinen dort entstandenen Filmen zählen When a Man loves a Woman aus dem Jahr 1994 und Message in a Bottle aus dem Jahr 1999. Er war damit einer der ersten Vertreter der neuen Generation des mexikanischen Films außerhalb Mexikos. Damit war er einer der Vorreiter einiger weiterer mexikanischer Regisseure.
Die Entwicklung des mexikanischen Films wurde durch das Handeln der Regierung abgestützt. Neben dem Instituto Mexicano de Cinematografía installierte die Regierung im Januar 1998 den Filmförderungsfonds Fondo para la Producción Cinematográfica de Calidad (FOPROCINE), der ausdrücklich das Ziel hatte, qualitätsvolle Filme zu unterstützen. Der Fonds erhielt eine Ausstattung von 135 Millionen Pesos und förderte insgesamt 37 Filme. Der Anstieg der Filmproduktion von elf Filmen im Jahr 1998 auf 28 im Jahr 2000 war auch auf diese Förderung zurückzuführen. 2001 waren die Gelder des FOPROCINE aufgebraucht. An seine Stelle trat der Fonds Fondo de Inversión y Estímulos al Cine (FIDECINE), der auf Betreiben des Kongress der Union Mexiko und Persönlichkeiten aus der Filmindustrie eingerichtet wurde. Seine Ausrichtung war mehr kommerziell, an der Auswahl der zu fördernden Filmprojekte waren Verleiher, Kinobesitzer und weitere Personen aus der Filmwirtschaft, nicht aber Filmschaffende beteiligt. Neben dieser Art der Förderung kam es aber auch vermehrt zu Coproduktionen mit den USA oder Spanien.

#### Wachsender internationaler Einfluss (2000er- und 2010er-Jahre)

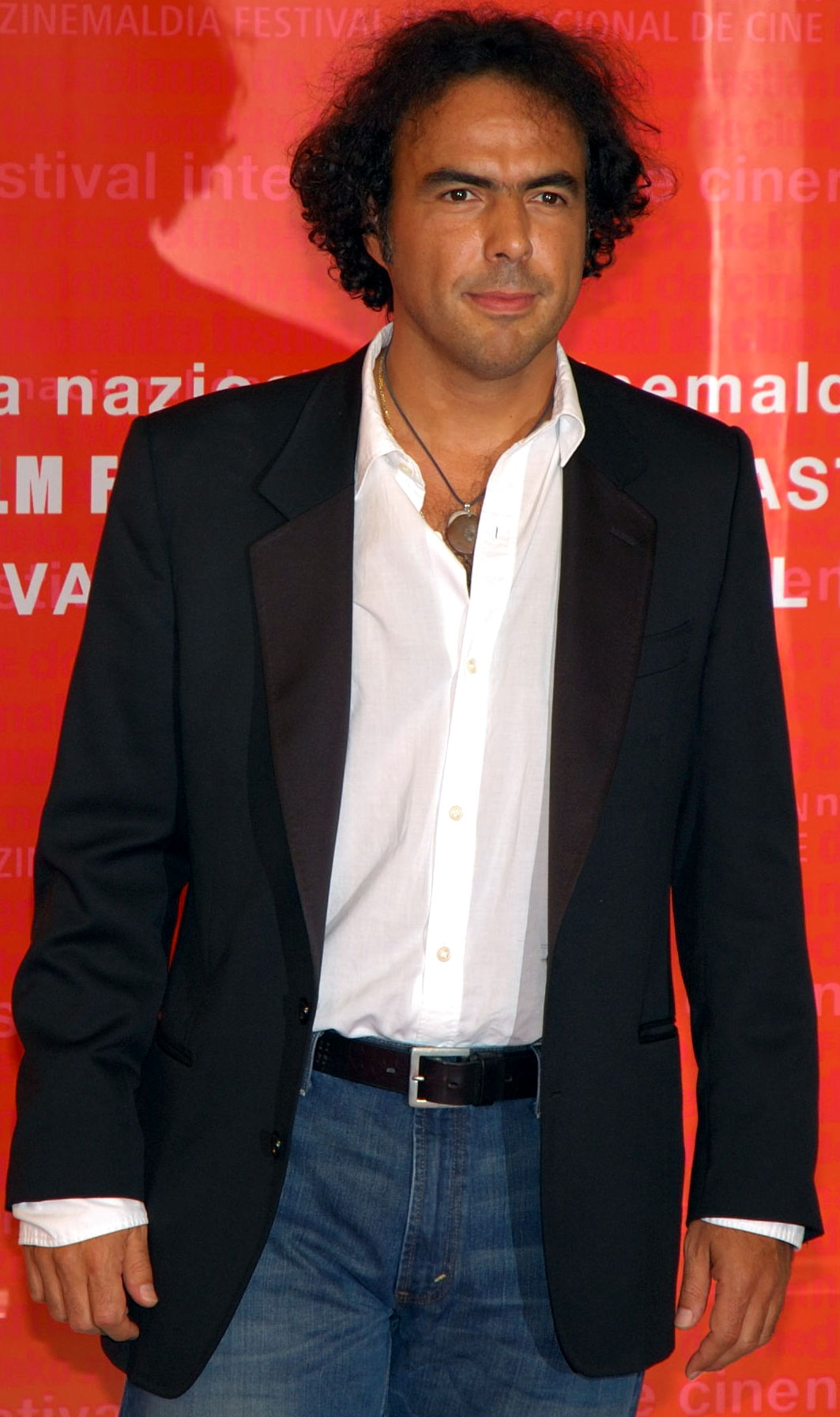
Alejandro González Iñárritu ist einer der erfolgreichsten mexikanischen Regisseure der 2000er-Jahre und erhielt anerkannte Auszeichnungen für sein Schaffen. Er trug zum internationalen Aufstieg des mexikanischen Films dieser Zeit bei.

Der positive Trend und der internationale Erfolg des mexikanischen Films setzte sich auch im neuen Jahrtausend fort, auch wenn er, was die Zahl der jährlich produzierten Filme betraf, deutlich schwankte. So wurden 21 Filme im Jahr 2001 gedreht, 14 im Jahr 2002 und im Jahr 2003 dann wieder 29. Die Zahl der Aufführungen mexikanischer Produktionen in den Kinos stieg auch aufgrund der verbesserten Filmförderung auf bis zu zehn Prozent in einigen Jahren, im Durchschnitt lag sie bei rund sechs Prozent. Der vielen politischen und gesellschaftlichen Probleme Mexikos wurden in zahlreichen Filmen behandelt, von denen einige auch international erfolgreich an den Kinokassen, bei Kritikern und auf Festivals waren. Im Jahr 2000 gab es 15 meist staatlich produzierten oder coproduzierten Filme. Der erfolgreichste war aber der privat finanzierte Debütfilm von Alejandro González Iñárritu Amores Perros. Der Film gewann zwei Preise bei den 53. Internationalen Filmfestspielen von Cannes und war bei der Oscarverleihung im folgenden Jahr als bester fremdsprachiger Film nominiert. Das British Film Institute würdigte Amores perros sogar mit einem Buch in der Serie BFI Modern Classics. Der Film thematisiert in drei Handlungssträngen, nach dem Drehbuch von Guillermo Arriaga, Liebe, Hass und Träume von der Zukunft in der mexikanischen Gesellschaft. Eine der Hauptrollen spielte Gael García Bernal, der in der Folge weitere erfolgreiche und bekannte Filme drehte, eine weitere spielte Emilio Echevarría.
Auf Amores perros folgten zwei weitere mexikanische Filme, die international großen Erfolg hatten. Der erste war der Jugendfilm Y Tu Mamá También (Und deine Mutter auch) aus dem Jahr 2001, der von Alfonso Cuarón gedreht wurde. Der Film, der die Perspektivlosigkeit der mexikanischen Jugend und deren moralischen Kompass behandelt, war bei der Oscarverleihung 2003 für das beste Originaldrehbuch nominiert. Der Film gewann daneben zahlreiche internationale Preise. Für den Oscar dieses Jahres für den besten fremdsprachigen Film war hingegen Carlos Carreras Melodrama El crimen del padre Amaro (Die Versuchung des Padre Amaro) mit Gael García Bernal und Ana Claudia Talancón in den Hauptrollen nominiert. Der Film, der die Korrumpierung eines jungen Priesters behandelt, der Geld von der Drogenmafia annimmt, ein Verhältnis mit seiner Haushälterin beginnt und diese dann zur Abtreibung zwingt, wobei sie stirbt, stieß auf heftige Kritik durch die katholische Kirche, fand jedoch eine große Zahl an Zuschauern und wurde damit zum finanziell erfolgreichsten mexikanischen Film aller Zeiten.

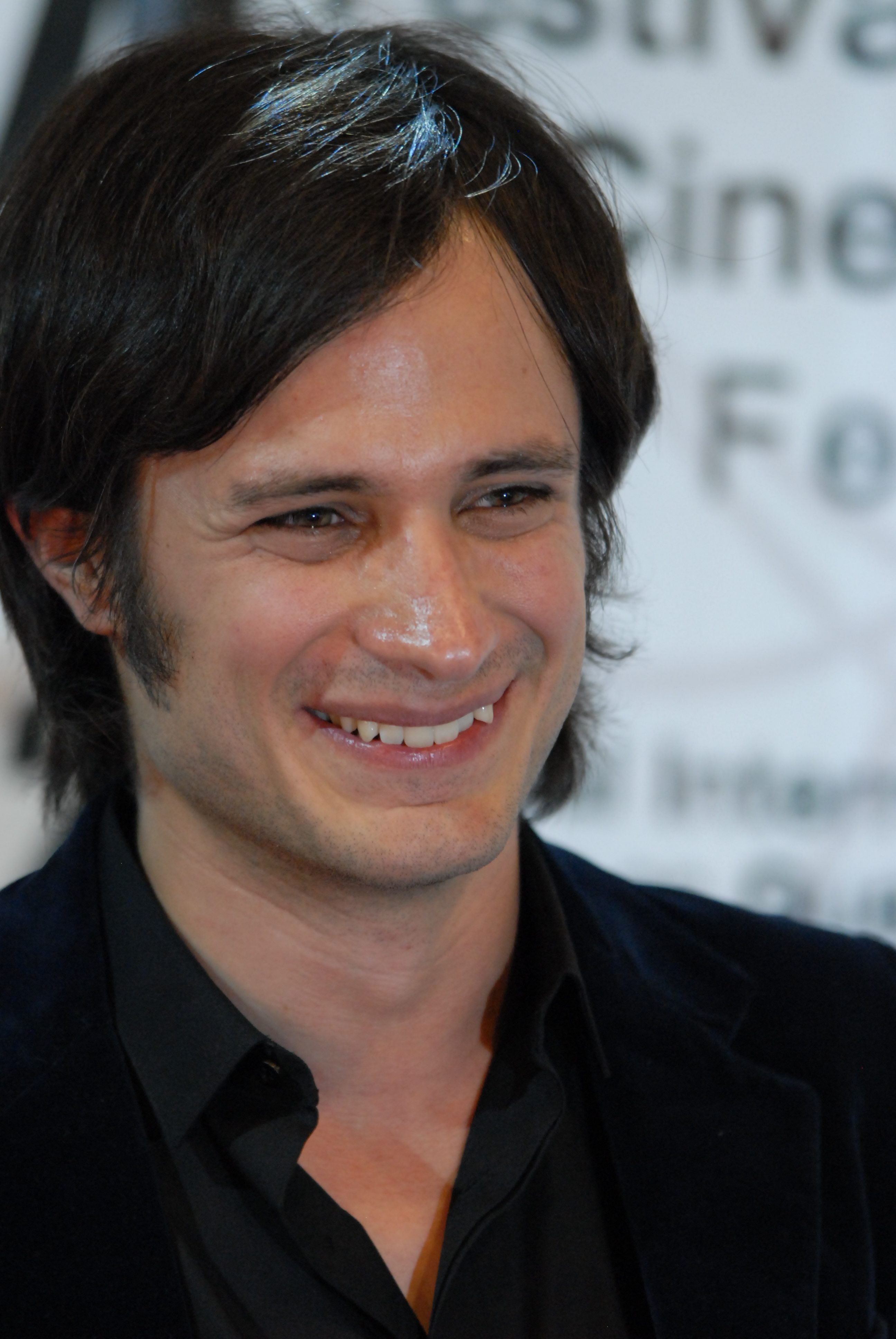
Gael García Bernal war einer der erfolgreichsten mexikanischen Schauspieler der 2000er-Jahre. Er spielte in Filmen wie Amores perros und Die Versuchung des Padre Amaro mit.

Aufgrund der verbesserten Lage der Filmindustrie dachte die Regierung Vicente Fox Quesada darüber nach die Förderungen zu kürzen und das Instituto Mexicano de Cinematografía zumindest teilweise zu privatisieren. Der Haushaltsentwurf für 2004 sah die Streichung der Mittel für das Institut, die staatliche Schauspielschule und das Studio Churubusco vor, der Kongress lehnte diese Vorschläge jedoch ab, weshalb die Einrichtungen bestehen blieben. Vicente Fox Quesada wollte mit der Streichung der Mittel zum generellen Einsparvolumen beitragen, sie hätten jedoch nur zehn Millionen US-Dollar ausgemacht. Er verfolgte damit zudem eine Politik des freien Marktes und wollte generell staatliche wirtschaftliche Tätigkeit und Subventionen zurückfahren. Kritiker argumentierten jedoch, dass außer der amerikanischen und indischen Filmindustrie keine Filmindustrie auf der Welt ohne staatliche Unterstützung überlebensfähig war, und führten zudem an, dass der mexikanische Film besonders wichtig für die kulturelle Identität des Landes war. Es gab aber auch Stimmen wie die Filmproduzentin Rosa Bosch, die betonte, dass die international erfolgreichen Filme wie Amores perros privat finanziert waren, und Guillermo del Toro sagte, dass er die staatliche Förderung für überholt hielt.
Im Zuge des Erfolges des mexikanischen Films schafften es einige Regisseure nach Hollywood und drehten dort international erfolgreiche und bekannte Filme. Nach dem finanziell nicht besonders erfolgreichen im Spanischen Bürgerkrieg angesiedelten Horrorfilm The Devil’s Backbone zog es Guillermo del Toro nach Hollywood. Dort drehte er etwa Blade II im Jahr 2002 und Hellboy im Jahr 2005. Alejandro González Iñárritu drehte 2006 Babel, der eine amerikanische, französische und mexikanische Koproduktion war und bei den 59. Internationalen Filmfestspielen von Cannes Premiere hatte. Alfonso Cuarón drehte nach Y Tu Mamá También im Jahr 2004 den dritten Teil der Harry-Potter-Reihe mit dem Film Harry Potter und der Gefangene von Askaban. 2006 ließ er Children of Men folgen. Ein weiterer in Hollywood erfolgreicher Mexikaner war der Kameramann Guillermo Navarro, der für seine Arbeit in del Toros Film Pans Labyrinth aus dem Jahr 2006 bei der Oscarverleihung 2007 in der Kategorie Beste Kamera ausgezeichnet wurde. In der ersten Hälfte der zweiten Dekade des 21. Jahrhunderts konnten sich mexikanische Filmschaffende weiter als bedeutende kreative Kraft Hollywoods etablieren. Am offensichtlichsten wurde dies durch die Erfolge bei den Oscars. Mit Cuarón 2014 für Gravity, der zudem auch für den besten Schnitt ausgezeichnet wurde, und Gonzáles Iñárritu 2015 für Birdman, der für diesen Film zudem für den Schnitt und gemeinsam mit weiteren Autoren für das beste Originaldrehbuch ausgezeichnet wurde, und 2016 für The Revenant ging der Regie-Oscar in drei aufeinanderfolgenden Jahren an Mexikaner. Zudem wurde Kameramann Emmanuel Lubezki für diese drei Filme jeweils mit dem Oscar für die beste Kameraarbeit bedacht. Insgesamt wird der kreative Einfluss von Mexikanern im Hollywood-Kino der Gegenwart immer wieder hervorgehoben und dabei auch auf weitere Kreative wie etwa Drehbuchautor Guillermo Arriaga, die Schauspieler Diego Luna und Demián Bichir sowie die Regisseurin Patricia Riggen verwiesen.
Neben der Bewegung von mexikanischen Filmemachern nach Hollywood gab es aber ebenso den umgekehrten Weg. So drehte etwa Luis Mandoki ab 2004 wieder in Mexiko. Und auch Alfonso Arau kehrte, nachdem er einige Zeit in den Vereinigten Staaten gelebt und gearbeitet hatte, im selben Jahr zurück und drehte gleich den Film Zapata: El sueño de un héroe (Zapata: Der Traum des Helden), der mit Produktionskosten von zehn Millionen US-Dollar, die durch private Investoren finanziert wurden, der teuerste mexikanische Film ist. Der Erfolg der mexikanischen Filmschaffenden in Hollywood wird für die nationale Filmindustrie als Verlust erfahren. Die Situation wird als eine Talentabwanderung beschrieben.

## Festivals

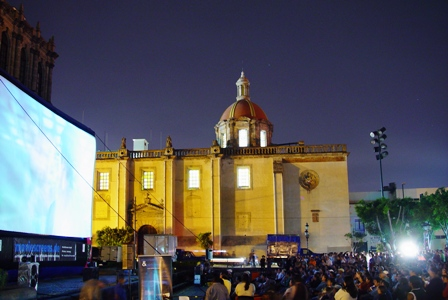
Freiluftkino mit aufblasbarer Leinwand hinter dem Teatro Degollado beim Festival Internacional de Cine en Guadalajara im Jahr 2009.

In Mexiko gibt es jährlich einige Filmfestivals, von denen jedoch keines bei der Fédération Internationale des Associations de Producteurs de Films akkreditiert ist. Das wichtigste Filmfestival Mexikos ist das einwöchige Festival Internacional de Cine en Guadalajara in der Stadt Guadalajara im Westen Mexikos, das im März stattfindet. Es besteht seit 1986 und hat einen Fokus auf dem mexikanischen und lateinamerikanischen Film, wobei Spielfilme, Dokumentarfilme, Kurzfilme und Kinderfilme gezeigt werden. Eine internationale Jury vergibt den Preis des Wettbewerbs in verschiedenen Kategorien. Die Filmvorführungen finden dabei auch an verschiedenen Plätzen der Stadt unter freiem Himmel statt. Das Filmfestival von Guadalajara hatten besonders Ende der 1980er-Jahre eine wichtige Funktion für den mexikanischen Film, weil es die Karrieren von Filmschaffenden wie Arturo Ripstein, María Félix und Jaime Humberto Hermosillo unterstützte und wieder anstieß.

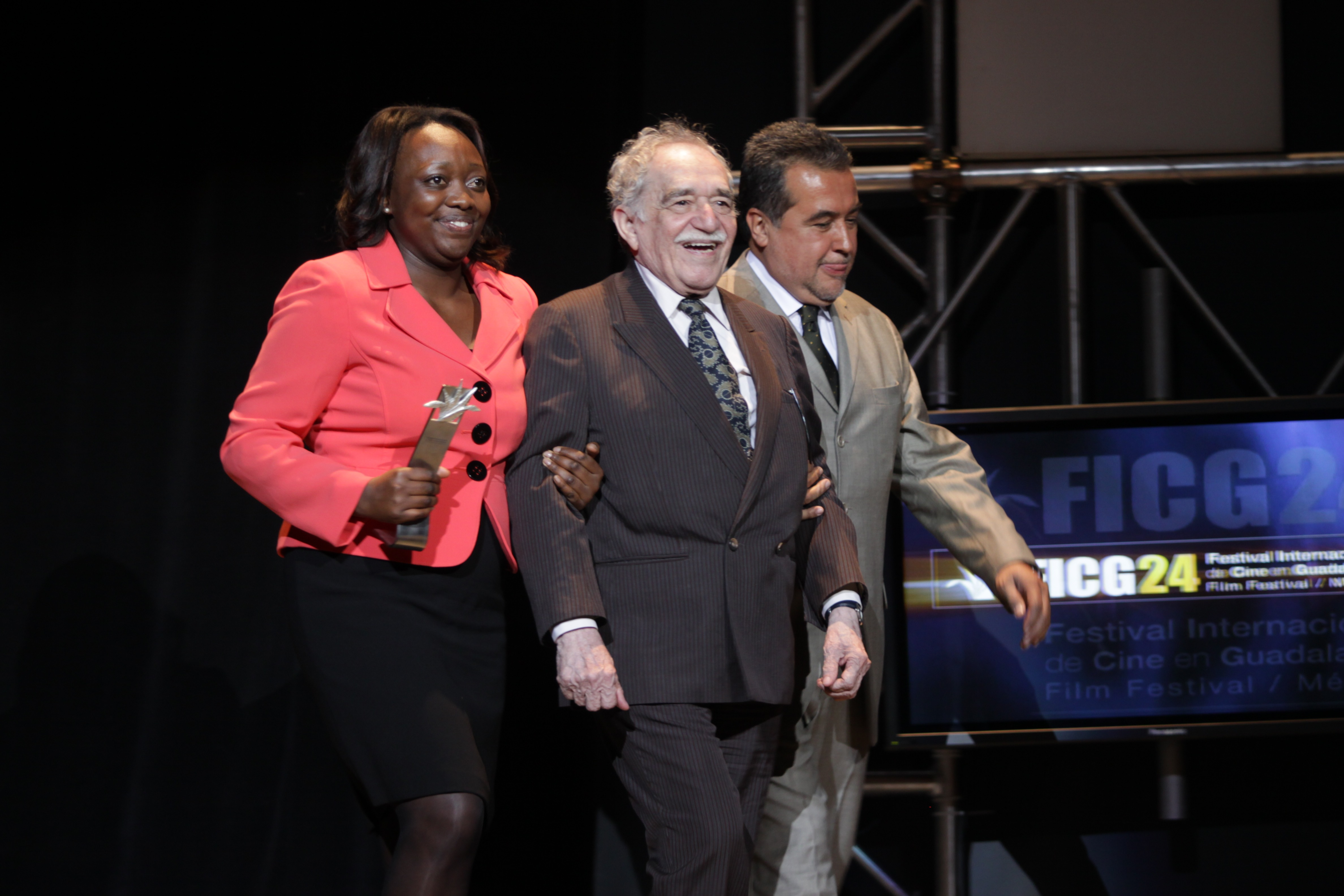
Gabriel García Márquez mit der kolumbianischen Kulturministerin Paola Moreno und dem Festivalleiter Jorge Sanchez auf der Gala des Festivals in Guadalajara im Jahr 2009.

Das Festival Internacional de Cine Contemporáneol in Mexiko-Stadt wird von Cinemex, einem der beiden großen Kinobetreiber, seit 2004 durchgeführt wird. Es ist eines der wichtigsten Filmfestivals in Lateinamerika und hat eine internationale Jury. In ihm werden Filme in den Sektionen Dokumentarfilm, Spielfilme, Retrospektive und Globale Entwicklungen gezeigt, einige von ihnen sind Weltpremieren. Ein weiteres Festival in Mexiko-Stadt ist das Festival Pantalla de Cristal, das seit 1999 stattfindet. Innerhalb einer Woche werden dort rund 200 digitale Filme, Kurzfilme, Dokumentationen, Musikvideos und Werbespots gezeigt. Zudem gibt es das Festival Internacional de Cine Documental de la Ciudad de México, das seit 2005 veranstaltet wird.
Seit 1997 findet in der letzten Juli-Woche in den Städten San Miguel de Allende und Guanajuato das Expresión en Corto International Film Festival statt. Es wird staatlich gefördert und steht Zuschauern ohne Eintrittsgeld offen. Die Wettbewerbskategorien sind Kurzfilm, Dokumentarkurzfilm, Dokumentarfilm und Debütfilm eines mexikanischen Regisseurs. Über den Wettbewerb hinaus kann sich jedes Jahr ein Gastland umfassend präsentieren und es werden etwa Diskussionsveranstaltungen angeboten. Ein spezielles Angebot des Expresión en Corto International Film Festival sind Horrorfilme die auf Friedhöfen oder im Museum bei den Mumien von Guanajuato. Seit 2000 findet in Monterrey das Festival Internacional de Cine de Monterrey statt. Im Wettbewerb treten Spiel- und Kurzfilme aus Mexiko, Lateinamerika und dem Rest der Welt an. Darüber hinaus werden etwa Filme zu bestimmten sozialen Themen gezeigt. Zudem gastiert bei jedem Festival in Monterrey ein Gastland, das seine Filmtradition vorstellt. Das Festival Internacional De Cine Independiente y Video Oaxaca in Oaxaca de Juárez ist ein viertägiges Festival im November, das sich auf Independent-Filme spezialisiert hat. Darüber hinaus gibt es einige weitere Filmfestivals wie etwa das Festival Internacional de Cine de Morelia in Morelia, das Riveria Maya Underground Film Festival in Playa del Carmen und das Cancun International Film Festival in Cancún.

## Kinos
Bereits früh hatten sich in Mexiko Kinos etabliert. 1902 gab es rund 300 Spielstätten im Land, wozu noch reisende Filmvorführer kamen. Über die Jahre etablierten sich diese kleineren Kinos und blieben über lange Zeit bestehen, obwohl sie technisch sowie baulich bereits lange überholt waren. Erst in den 1990er-Jahren änderte sich die Kinolandschaft in Mexiko grundlegend, womit aber auch eine Veränderung des Publikums einherging. Die Mittel der staatlich betriebenen beziehungsweise geförderten Kinos wurden immer weiter von der Regierung reduziert, womit ein Qualitätsverlust der Spielstätten einherging. In der Folge wurden sie meist geschlossen oder privatisiert. An ihre Stelle traten zunehmend Multiplex-Kino, die über den reinen Kinobetrieb hinaus zudem weitergehende Angebote wie Sushi-Bars oder Coffeeshops und Sicherheitsdienste umfassten. Die Preise für den Kinobesuch stiegen mit dieser Entwicklung. Vor dieser Entwicklung konnten mit dem Tageslohn rund sechs Eintrittskarten erworben werden, 2004 reichte der durchschnittliche Tageslohn gerade noch für ein Ticket. Im Jahr 2001 gab es im ganzen Land rund 2000 Leinwände. 45 Prozent von ihnen gehörten dem Unternehmen Ramírez Cinemas, das 55 Filmpaläste, 41 Multiplex-Kinos, 28 Kinos mit zwei Leinwänden und sechs mit nur einer Leinwand besaß. Insgesamt umfassten seine Kinos 198.000 Sitzplätze. Der zweite große Marktteilnehmer war Cinemex, das mit 325 Leinwänden und 60.000 Sitzplätzen 25 Prozent des Marktes umfasste und seinen Schwerpunkt in Mexiko-Stadt hat. Weitere Kinounternehmen in Mexiko sind etwa Cinemark, Cinemas Lumiere, Multicinemas, MMCinemas und Cinemastar.

## Institutionen

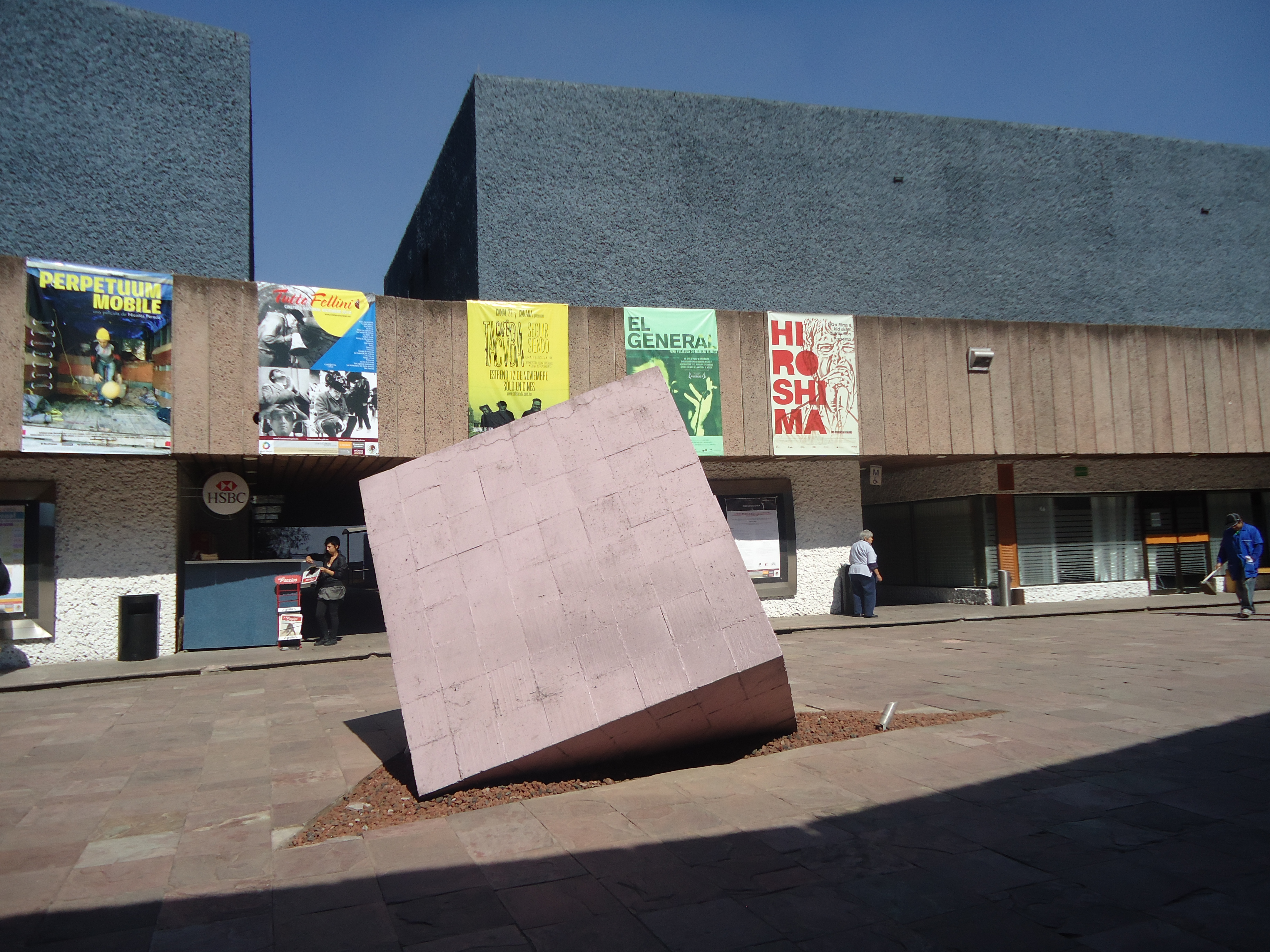
Eingang der Cineteca Nacional, Dezember 2010.

In Mexiko gibt es verschiedene Institutionen, die sich mit dem Film, seiner Geschichte und Förderung beschäftigen. Die älteste Institution dieser Art ist die am 3. Juli 1946 in Mexiko-Stadt gegründete Academia Mexicana de Artes y Ciencias Cinematográficas. Die Akademie fördert den Film und die Forschung über ihn. Sie vergibt zudem den mexikanischen Filmpreis Premio Ariel, dessen Verleihung jedoch zwischen 1958 und 1971 ausgesetzt worden war. Eine weitere wichtige Institution ist die ebenfalls in der Hauptstadt angesiedelte Cineteca Nacional, die als Filmarchiv versucht die Filme zu erhalten und für die Zukunft zu bewahren. Sie veranstaltet zudem Filmreihen und Festivals, um Einblicke in verschiedene Aspekte des nationalen und internationalen Films zu geben. Ähnliche Ziele verfolgt auch die Filmoteca de la UNAM, einer Einrichtung der Universidad Nacional Autónoma de México. In ihr befindet sich unter anderem die Version des Films Los olivados von Luis Buñuel, die in die UNESCO-Liste des Weltdokumentenerbes aufgenommen wurde. Auch außerhalb der mexikanischen Hauptstadt gibt es solche Einrichtungen. Ein Beispiel ist etwa das Centro de Investigación y Enseñanza Cinematográfica in Guadalajara, das sich der Forschung über den Film verschrieben hat.
1983 wurde das Instituto Mexicano de Cinematografía gegründet, um unter seinem Dach alle staatlichen Organisationen, Unternehmen und Institutionen zusammenfassen, die sich mit dem Film und seiner Förderung beschäftigten. Es umfasst unter anderem ein eigenes Studio und die nationale Filmschule. Zur Zeit seiner Gründung waren die Studiokapazitäten deutlich größer, zudem umfasste das Institut damals auch Vertriebsunternehmen.

## Wissenschaftliche Rezeption
Die institutionalisierte Dokumentation und Erforschung des Films in Mexiko begann früh. Bereits 1942 gründete das Sekretariat für öffentliche Bildung die erste Kinemathek in Mexiko mit dem Ziel, dass alle im Land produzierten Filme gesammelt und konserviert werden sollten. Zwei Jahre später, 1944, fertigte der Filmjournalist José María Sánchez García eine erste umfassende chronologische Darstellung des mexikanischen Films an, die er als Artikelserie in der Zeitung Novedades veröffentlichte. In den 1950er-Jahren folgten zudem erste Filmenzyklopädien mit Fokus auf den nationalen Film. In den 1960er-Jahren begannen Filmwissenschaftler über den mexikanischen Film zu schreiben, die mit ihren Werken und Arbeiten bis heute in der mexikanischen Filmwissenschaft präsent sind und diese stark geprägt haben. So erschienen erste Artikel von Emilio García Riera, der als der führende mexikanische Filmhistoriker gilt, und der später die siebzehn Bände umfassende Buchserie Historia documental del cine schrieb, in der die mexikanischen Filme zwischen 1929 und 1976 umfassend aufgearbeitet und besprochen werden. Riera stellte zudem fest, dass die Ära des Stummfilms in Mexiko nur schlecht dokumentiert ist, da die meisten der Filme der Zeit zwischen 1897 und 1920 verschollen sind. Ein weiteres bedeutendes Werk der mexikanischen Filmwissenschaft ist das 1968 erschienene Werk La aventura del cine mexicano von Jorge Ayala Blanco. Blanco ließ weitere Bücher folgen, deren Titel dem nächsten Buchstaben des Alphabets entlehnt wurden. So erschienen etwa 1974 La búsqueda del cine mexicano und 1986 La condición del cine mexicano. Die Bücher von Jorge Ayala Blanco sind durch einen mehr polemischen und freien Stil gekennzeichnet im Gegensatz zu etwa den streng wissenschaftlichen Publikationen von Emilio García Riera. Die ausführlichste Aufarbeitung der Epoche des Stummfilms wurde von Luis Reyes de la Maza vorgenommen, der sich dabei vor allem auf zeitgenössische Zeitungen und Magazine stützte. Er veröffentlichte Cine y sociedad en México in zwei Bänden, wobei der erste die Jahre 1896 bis 1920 und der zweite Band 1920 bis 1924 umfasste.
Während die Arbeiten von Emilio Garciá Riera, Jorge Avala Blanco und Luis Reyes de la Maza sich im großen Maßstab mit der Geschichte des mexikanischen Films und dessen Epochen beschäftigen, gibt es auch eine Vielzahl von Veröffentlichungen, die Einzelaspekte bearbeiten. So veröffentlichte etwa der mexikanische Filmhistoriker Eduardo de la Vega verschiedene biographische Werke wie zum Beispiel über Juan Orol oder Raúl de Anda. Weiterhin gibt es die Buchserie Testimonios del cine mexicano, in der bedeutende Persönlichkeiten des Films in Interviews über ihre Arbeit Auskunft gegeben haben. Des Weiteren gibt es zahlreiche populäre Biographien zu den Stars des mexikanischen Kinos wie etwa Dolores del Río. 1990 fand im Palacio de Bellas Artes in Mexiko-Stadt eine Ausstellung statt, die das mexikanische Nationalkino zelebrierte und zu deren Anlass eine Ausgabe des Kulturmagazins Artes de México erschien, in dem eine Durchsicht des mexikanischen Films vorgenommen wurde. Das Magazin präsentierte zahlreiche ikonographische Standbilder aus der mexikanischen Filmgeschichte. Daneben kamen Regisseuren, Drehbuchautoren und Filmkritiker in einer Umfrage zu Wort, die zum Thema hatte, welche Filmmomente sie als die bedeutendsten ansehen. Die Fülle an spanischsprachigen Veröffentlichungen veranlasste Eduardo de la Vega sogar zu der Aussage, dass der mexikanische Film zu den weltweit am besten dokumentierten zähle. Diese Aussage kann jedoch nicht durch Statistiken oder ähnliche Angaben verifiziert werden.
Neben den vielen Publikationen auf Spanisch, gibt es eine wachsende Zahl von englischen Veröffentlichungen. Eines der ersten Werke dieser Art war Carl J. Moras Buch Mexican Cinema: Reflections of a Society, das erstmals 1982 veröffentlicht wurde und eine chronologische Darstellung der Entwicklung des mexikanischen Films ist. Seit den 1990er-Jahren, in denen mexikanische Filme weltweites Interesse erregten, gibt es eine Vielzahl weiterer englischsprachiger Publikationen. So erschienen etwa 1996 das vom British Film Institute veröffentlichte Buch Mexican Cinema und 1999 das Buch Mexico’s Cinema: A Century of Films and Filmmakers, in dem sowohl amerikanische als auch mexikanische Filmwissenschaftler in einzelnen Essays Aspekte der mexikanischen Filmgeschichte beleuchten. Zudem wurden in englischer Sprache auch Werke über einzelne mexikanische Regisseure und Schauspieler sowie über andere Einzelaspekte des mexikanischen Films veröffentlicht.